# Terre de Davis
Ne doit pas être confondu avec Îles Davis ou Île Davis.

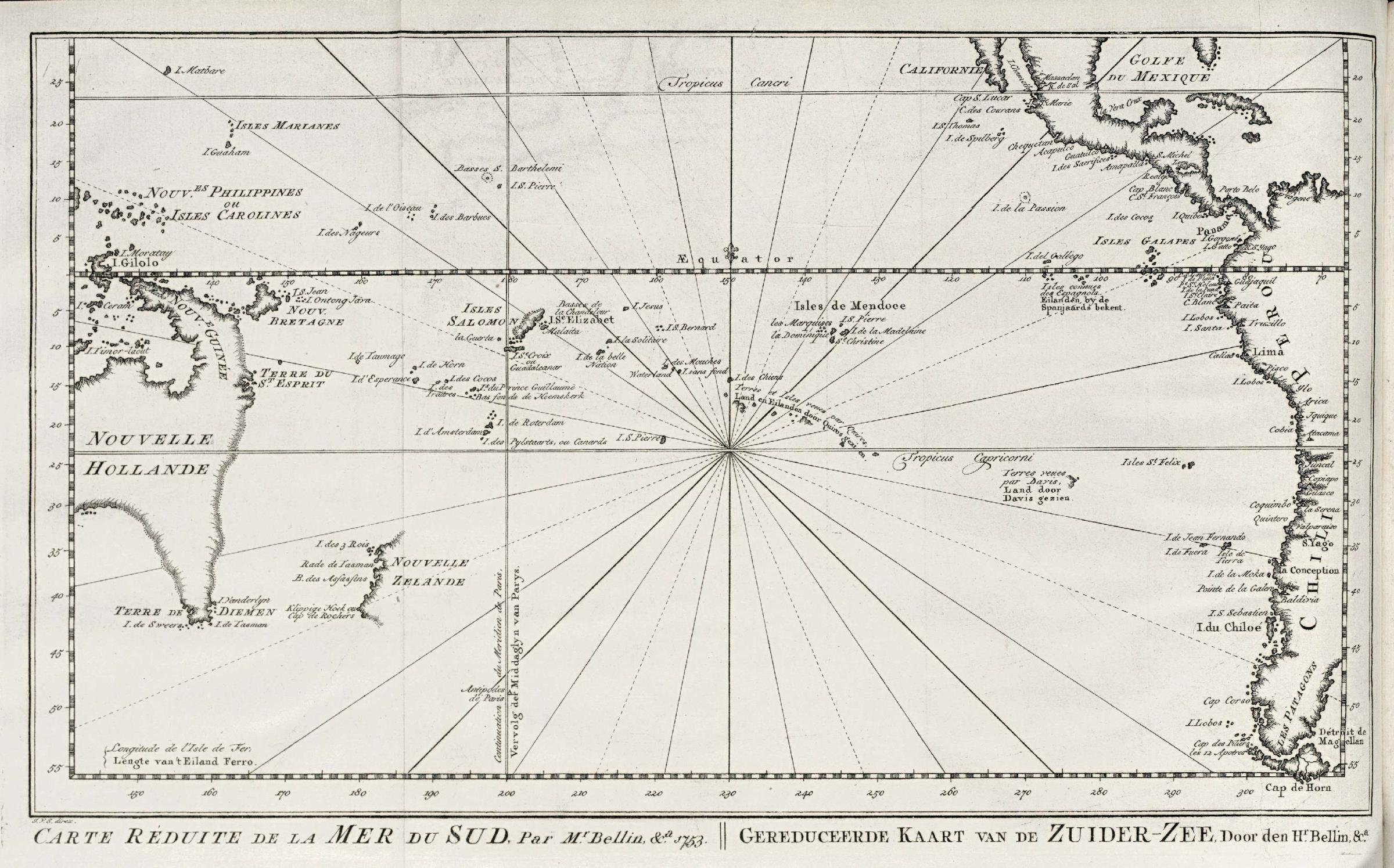
Carte du Pacifique Sud par Jacques-Nicolas Bellin, faisant apparaître les "Terres vues par Davis" (1753)

La Terre de Davis est une « île fantôme » située d'après ses découvreurs dans le sud-est de l'océan Pacifique, à bonne distance des côtes du Chili. 
Elle doit son nom au pirate Edward Davis, qui l'aurait aperçue en 1687. Les seules mentions originales de cette île se trouvent dans le compte-rendu de voyage de son coéquipier Lionel Wafer, et dans un ouvrage de son ami boucanier William Dampier, à qui il avait confié sa découverte. Ce dernier a émis l’idée que cette terre faisait partie de la fameuse Terra Australis Incognita, activement recherchée à l’époque dans le sud de l'Océan Pacifique. Bien que cette île n’ait jamais pu être retrouvée sous les coordonnées géographiques indiquées, il est fréquemment admis dans la littérature qu'elle corresponde à l'île de Pâques. Toutefois, cette correspondance reste soumise à critique, et certains auteurs considèrent soit que la terre de Davis n’a jamais existé, soit qu’il faut plutôt y voir d'autres îles du Pacifique Sud, comme les îles St Félix et Ambroise, voire l’archipel des Gambier, en Polynésie française.
La Terre de Davis ne doit pas être confondue avec les îles Davis, qui appartiennent à l'archipel des Kerguelen, ni avec l'île Davis, située en mer de Barents.

## Récits de la découverte
L'île aurait été aperçue par Edward Davis, un pirate anglais - ou peut-être hollandais - qui effectuait des raids sur des colonies espagnoles situées le long des côtes du Mexique, du Pérou et du Chili. Il l'aurait découverte en fin d'année 1687, alors qu'il naviguait dans l'océan Pacifique entre les îles Galapagos et les îles Juan Fernandez, à destination du Cap Horn. 
De sa main, Davis n'a cependant laissé aucun écrit connu concernant cette découverte. Le seul récit qu'on lui attribue, publié sous le pseudonyme de Nathaniel Davis, concerne en effet un fait d’armes contre la mine d’or de Santa Cruz de Cana, dans le Sud de l'actuel Panama, en 1702.
Les premières publications à faire état de la terre aperçue par Davis sont celles de William Dampier, à qui il avait confié l'information, et de Lionel Wafer, qui a lui-même été témoin direct de la découverte en tant que membre d’équipage.

### William Dampier

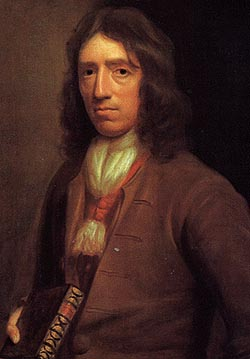
William Dampier (1651-1715)

En 1697, le boucanier William Dampier connaît le succès littéraire, avec son ouvrage A New Voyage Round the World. Ce livre contient la majeure partie des informations biographiques dont on dispose à propos d'Edward Davis. Lors d'un passage décrivant les façons de traverser l'Océan Pacifique entre l'Amérique du Sud et les Philippines, Dampier évoque la meilleure voie qui, selon lui, serait de passer par le sud de cet océan pour rejoindre l'Australie (alors nommée « Nouvelle Hollande ») en longeant la côte du mythique « Continent Austral », qu'il ne doutait pas devoir exister dans ces parages. A l'appui de son affirmation, il fait pour la première fois état d’une découverte d’Edward Davis, qui lui paraît être un point avancé de ce continent : « To confirm which, I shall add what Captain Davis told me lately, that after his departure from us at the haven of Realejo (…) he went after several traverses, to the Galapagos, and that, standing thence southward for Wind, to bring him about Tierra del Fuego, in the latitude of 27 south, about 500 leagues from Copayapo, on the coast of Chile, he saw a small sandy island just by him, and that they saw to the westward of it a long tract of pretty high land, tending away toward the north-west out of sight. This might probably be the coast of Terra Australis Incognita ».
Traduction : « Pour confirmer cela, j'ajouterai que le capitaine Davis m'a dit récemment qu’après que nous nous soyons séparés au port de Realejo (…), il s'était rendu, après plusieurs traversées, aux Galapagos, et que, se portant de là vers le sud pour que le vent le ramène vers la Terre de Feu, à la latitude de 27° sud, à environ 500 lieues de Copayapo, sur la côte chilienne, il a vu une petite île sablonneuse juste par devant lui; et qu'ils ont vu à l'ouest une longue étendue de terres assez hautes, orientées vers le nord-ouest à perte de vue. Cela pourrait probablement être la côte de la Terra Australis Incognita ».

### Lionel Wafer
En 1699 c'est Lionel Wafer, chirurgien à bord du Batchelor’s Delight du capitaine Davis au moment de la découverte, qui publie son propre récit de voyage, intitulé A new voyage and description of the isthmus of America. Il y confirme la description et les coordonnées rapportées par Dampier : « Bound to the southward, in latitude 12 degrees 30 minutes and about 150 leagues off the coast, experienced a shock of earthquake, that was afterwards found to correspond with the destruction of Callao by earthquake. Having recovered from our fright we kept on to the southward. We steered south-and-by-east-half-easterly, until we came to latitude 27 degrees 20 minutes south, when about two hours before day we fell in with a small, sandy island and heard a great roaring noise, like that of the sea beating upon the shore, right ahead of the ship. Whereupon the sailors, fearing to fall foul upon the shore before day, desired the captain to put the ship about, and to stand off until the day appeared; to which the captain gave his consent. So we plied off till day and then stood in again with the land, which proved to be a small flat island, without any guard of rocks. We stood in within a quarter of a mile of the shore and could see it plainly, for it was a clear morning, not foggy or hazy. To the westward about 12 leagues, by judgement, we saw a range of high land, which we took to be islands, for there were several partitions in the prospect.
This land seemed to reach about 14 or 16 leagues in a range, and there came great flocks of fowls. I and many more of our men would have made this land and have gone ashore on it, but the captain would not permit us. The small island bears from Copiapó almost due east 500 leagues, and from the Galapagos, under the line, 600 leagues ».
Traduction : « En route vers le sud, à 12 degrés 30 minutes de latitude et à environ 150 lieues de la côte, avons subi la secousse d’un séisme, dont il fut par la suite établi qu'elle correspondait à la destruction de Callao par séisme. Après avoir récupéré de notre peur, nous restâmes dirigés au sud. Nous nous orientâmes vers le sud quart sud-est, un demi-rumb à l’est, jusqu'à parvenir à 27 degrés 20 minutes de latitude sud, quand, environ deux heures avant le jour, nous arrivâmes auprès d’une petite île de sable et entendîmes un grand bruit rugissant, comme celui de la mer battant sur le rivage, juste devant le navire. Sur quoi les marins, craignant de tomber sur le rivage avant le jour, demandèrent au capitaine de virer de bord et de se tenir à distance jusqu'à ce que le jour paraisse ; ce à quoi le capitaine donna son consentement. Nous naviguâmes au loin jusqu'au jour, puis nous nous dirigeâmes à nouveau vers la terre, qui se révéla être une petite île plate, protégée d’aucune bordure de rochers. Nous nous trouvions à moins d’un quart de mille du rivage et nous pouvions la voir clairement, car le matin était clair, non brumeux, ni troublé. Vers l'ouest, à environ 12 lieues, nous vîmes une série de hautes terres, que nous considérâmes comme des îles, car la perspective faisait apparaître plusieurs séparations entre elles.
Cette terre semblait atteindre environ 14 ou 16 lieues de longueur et il s’y rendait de grandes nuées d'oiseaux. De nombreux hommes et moi-même aurions souhaité nous diriger sur cette terre et y débarquer, mais le capitaine ne le permît point. La petite île se trouve à 500 lieues de Copiapó, presque eexactement à l’Est, et des Galápagos, sous l'équateur, à 600 lieues ».

### Synthèse des informations disponibles
En synthèse, c’est donc un ensemble composé d'une « île de sable », petite et plate, et d’une série de « hautes terres » qui aurait été aperçu, ces dernières terres ayant une longueur visible d'environ 14 à 16 lieues minimum (soit entre 67 et 77 km, si l'on retient la lieue terrestre anglaise), et se situant à une douzaine de lieues (probablement nautiques, soit 66 km) de l'île de sable. La petite île se situerait par 27° ou 27°20’ de latitude sud, et à 500 lieues nautiques (environ 2 778 km) de la côte chilienne à hauteur de Copiapó, ce qui équivaut à peu près à une longitude de 98° Ouest.
La découverte serait intervenue entre le 20 octobre 1687, date historique du tremblement de terre à Callao que Wafer indique avoir ressenti en mer alors qu’ils se trouvaient par 12°30 de latitude S., et la « toute fin de l'année », période à laquelle Wafer indique qu'ils atteignent Juan Fernandez, située par 33°38’ S.

## À la recherche de «la Terre de Davis» et du continent austral

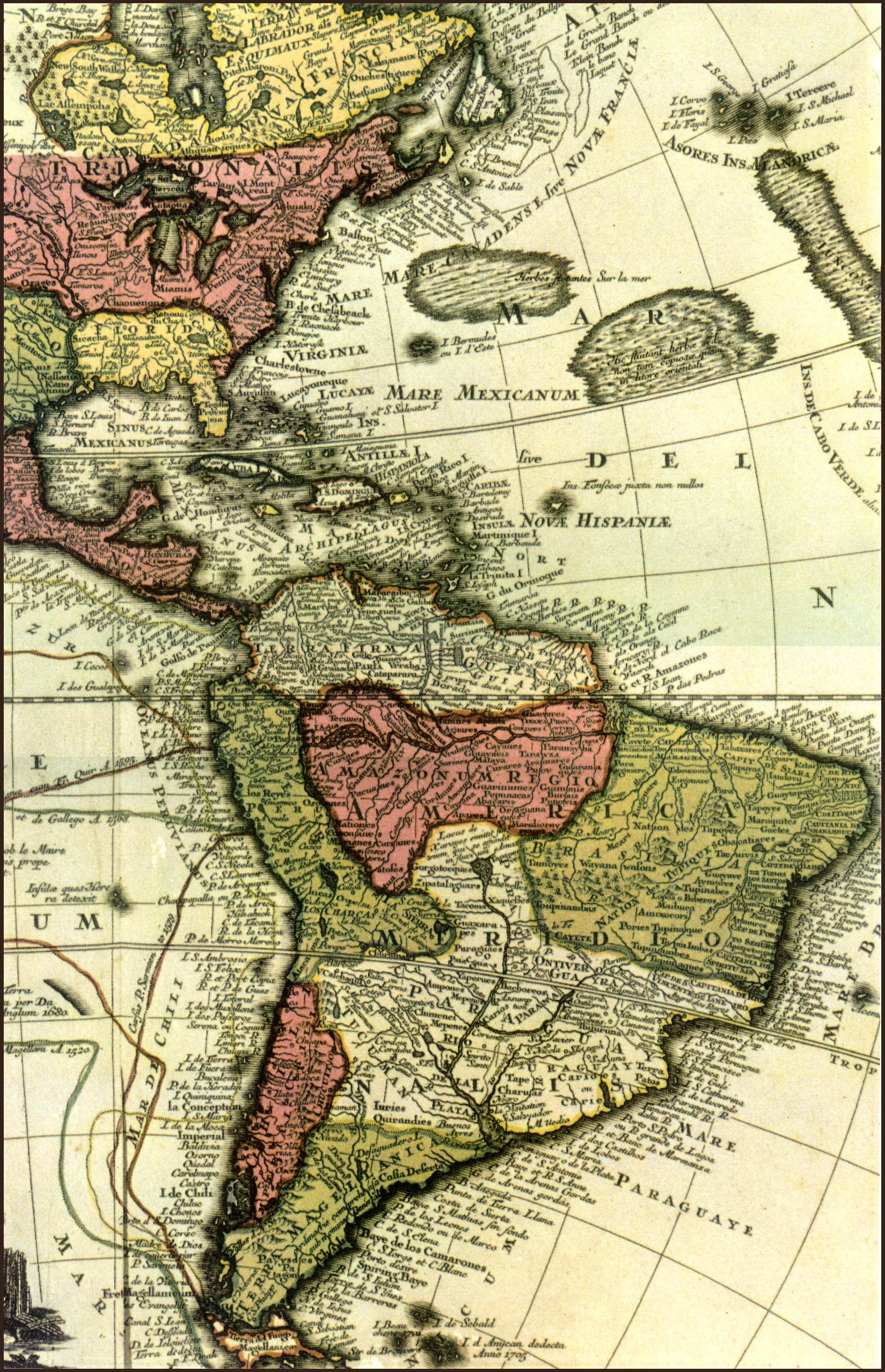
Extrait d'une carte française de 1705 faisant apparaître une Terre aperçue par les Anglois, à l'Ouest du Chili.

À la suite du témoignage rapportant l’existence d'une grande terre dans cette zone, possiblement un promontoire de la très recherchée Terra Australis Incognita, la Terre de Davis apparaît sur les cartes marines.
Un grand nombre de marins se lancera alors, au cours du siècle suivant, à la recherche de la « Terre de Davis », parfois aussi appelée Terre de David. Si aucun d'eux ne retrouvera l'île aux coordonnées indiquées, leurs recherches aboutiront néanmoins à la découverte de l'île de Pâques, située à peu près sous la même latitude, mais beaucoup plus à l’ouest.

### Jakob Roggeveen
Le premier explorateur à chercher officiellement la Terre de Davis est selon toute vraisemblance Jakob Roggeveen. Celui-ci indique dans son livre de bord, à la date du 2 avril 1722, avoir réuni le conseil des officiers de son expédition, pour l'informer avoir atteint la latitude 26°56', et la distance de 500 lieues depuis Copiapo, sans avoir aperçu la Terra Australis, but premier de leur voyage. Il note alors que, conformément aux instructions des commanditaires du voyage, le conseil décide de poursuivre plus vers l’Ouest, sur le même parallèle, et c’est ainsi que, le 6 avril, ils découvrent l'île de Pâques.

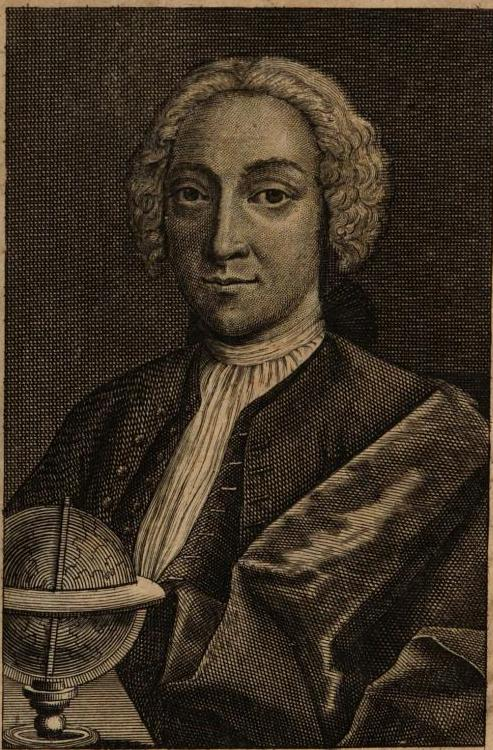
Carl Friedrich Behrens (1701-1750)

Bien qu’ils doutent avoir trouvé la même terre que Davis, ils décident, en repartant, de poursuivre leurs recherches aux alentours pour trouver, soit la « petite île de sable », soit la « série de terres hautes » décrites par Wafer, afin d'établir si leur découverte correspond à l'un de ces deux éléments complémentaires, mais sans succès.
Carl Friedrich Behrens, membre de l'équipage, mentionne lui aussi qu'une de leurs missions était de se rendre « jusqu'à la hauteur de vingt huit degrés de latitude Méridionale, c'est-à-dire jusqu'à la hauteur du pays de Davis », où ils devaient croiser pendant six semaines. Il écrit ensuite : « Nous flottâmes d'abord pendant quelques jours sur la même hauteur & fîmes tout ce qui était possible en prenant différents cours pour découvrir le pays de Davis, mais toutes nos peines étaient inutiles ». Pendant plus d'un siècle, le récit de Behrens sera la principale source du voyage de Roggeveen, le livre de bord original de ce dernier ayant été égaré dans les archives de la Compagnie néerlandaise des Indes orientales.

### Autres explorateurs

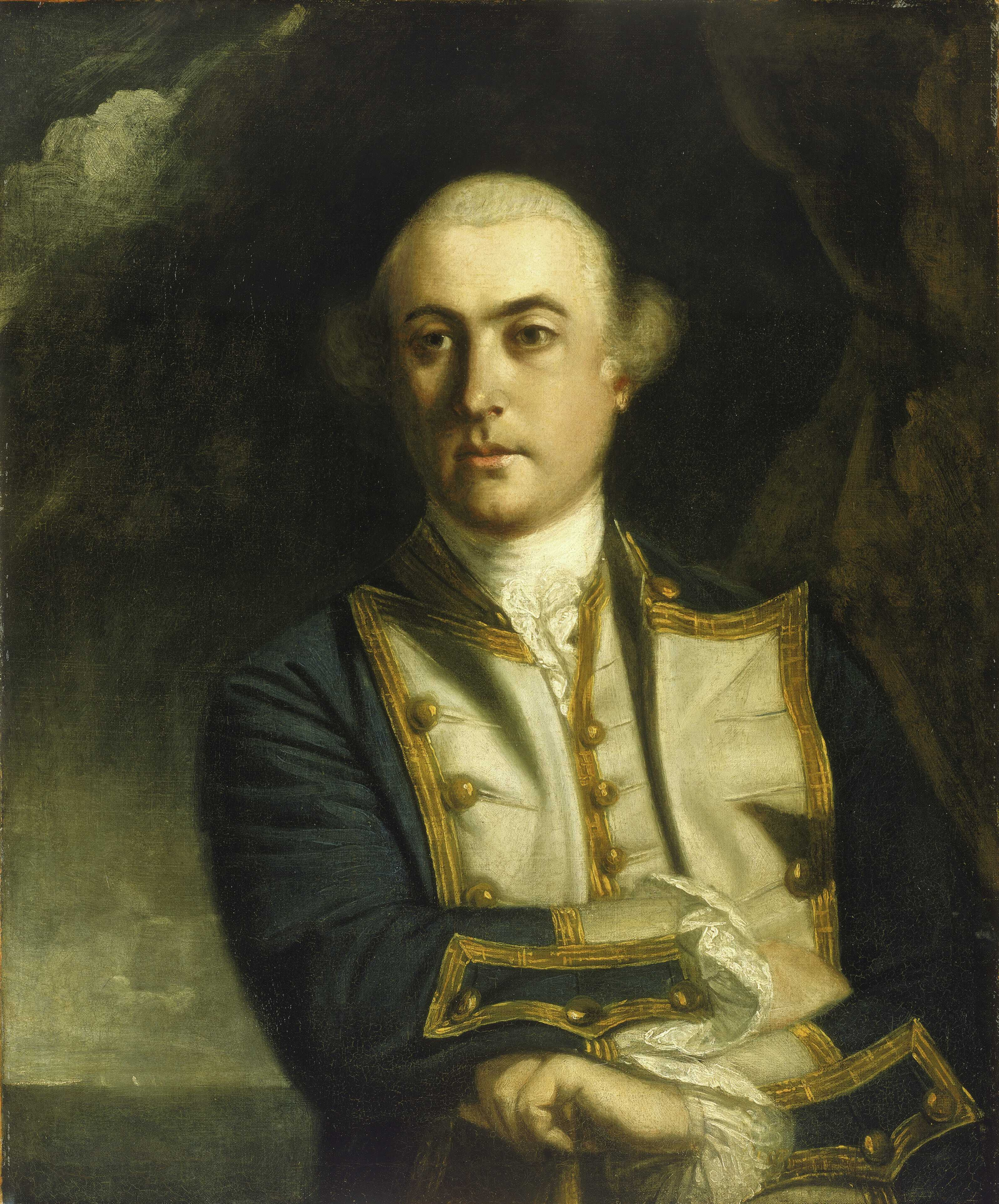
John Byron (1723-1786)

À la suite de Roggeveen, d'autres navigateurs chercheront le Continent Austral dans la zone, en se référant expressément à la description de la terre de Davis faite par Dampier et Wafer.
En 1765, à l'occasion de son tour du monde, John Byron indique orienter sa route « dans le dessein de reconnaître, s'il était possible, la Terre de Davis que les Géographes placent sur le parallèle de 27d 30' environ à cent lieues (sic) à l'Ouest de Copiapo au Chili ». Il croise dans ces eaux pendant 8 jours avant de reprendre vers l'Ouest, mais il n’aperçoit aucune terre avant de parvenir aux Tuamotu, dans l'actuelle Polynésie française.
En 1767, après avoir été séparé du capitaine Samuel Wallis peu après le passage du détroit de Magellan, Philip Carteret tente lui aussi de découvrir la terre de Davis, mais n'aperçoit aucune île avant celle qu'il baptise Pitcairn, par 25° sud et 130° ouest. Il écrit : « (...) j'atteignis le 27° 20' de latitude S. ; j'y restai jusqu'à ce que nous fussions arrivés entre le 17 & le 18° à l'Ouest de notre point de départ. Nous eûmes dans ce parallèle de petites fraîcheurs, un fort courant du Nord, & d'autres raisons de conjecturer que nous étions près de cette terre de Davis que nous recherchions avec grand soin; mais un bon vent s'élevant derechef, nous gouvernâmes O. 1/4 SO & nous arrivâmes au 28°1/2 de latitude S., d'où il suit que si cette terre ou quelque chose de semblable existait, je l'aurais infailliblement rencontrée, ou qu'au moins je l'aurais vue. Je me tins ensuite au 28° de latitude S., 40° à l'O. de mon point de départ, & suivant mon estime, à 121° O. de Londres. Le temps & le vent ne me permirent pas de gagner une latitude méridionale plus avancée; mais je suis allé au Sud de la situation assignée à ce continent supposé, qu'on appelle dans toutes les cartes Terre de Davis ». 

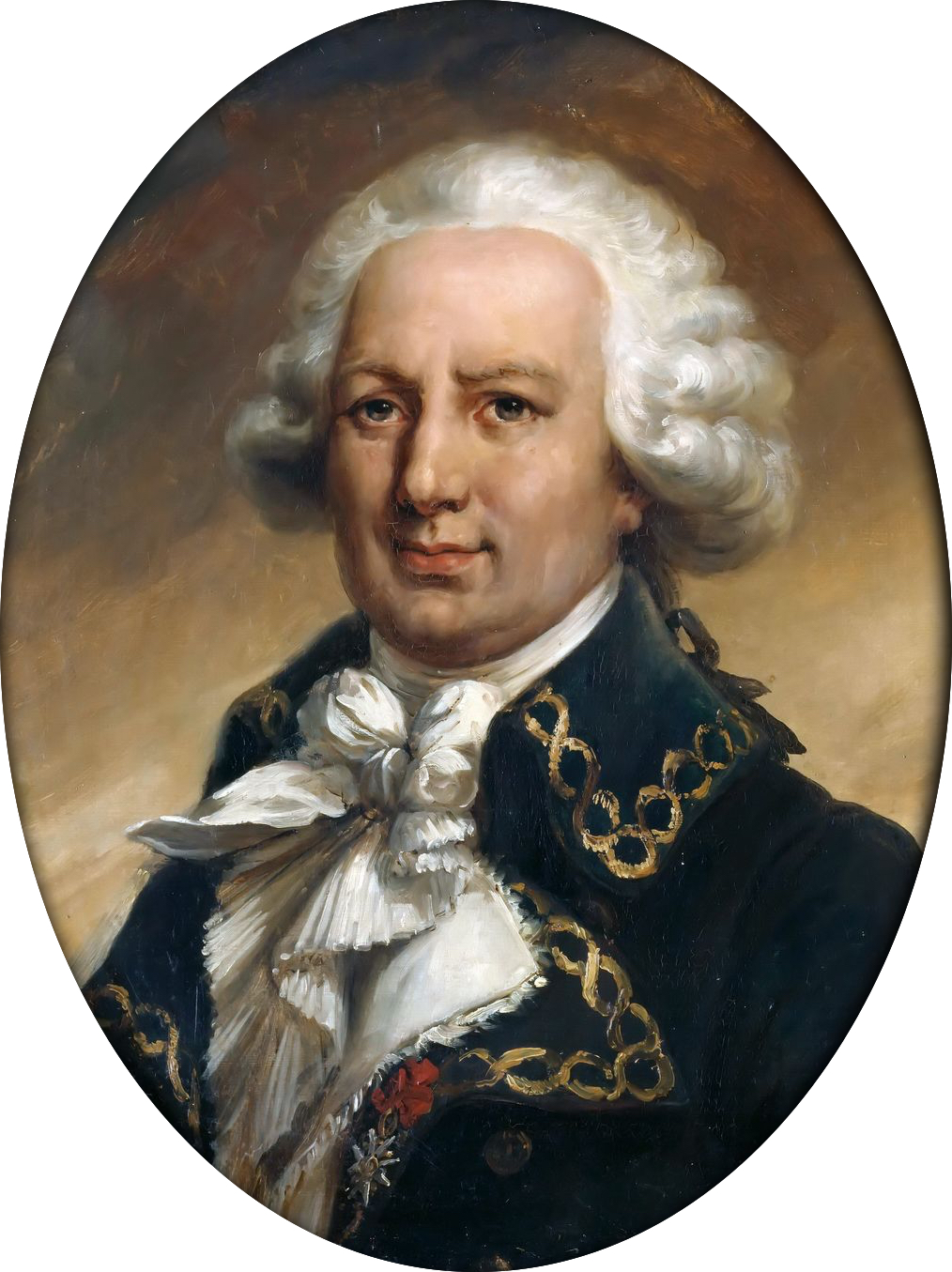
Louis-Antoine de Bougainville (1729-1811)

Louis-Antoine de Bougainville, en 1768, atteint lui aussi les Tuamotu sans repérer de nouvelle terre dans la zone supposée accueillir la terre de Davis, qu’il nomme « Terre de David ». Il indique : « Je dirigeai ma route pour reconnoître la terre que David, Flibustier Anglois, vit en 1686, sur le parallèle de 27 à 28d Sud, et qu’en 1722 Roggevin Hollandois chercha vainement. J’en continuai la recherche jusqu’au 17 février. J’avois passé le 14 sur cette terre suivant la carte de M. Bellin. Je ne voulus point poursuivre la recherche de l’île de Pâques, sa latitude n’étant point marquée d’une façon positive. »
Jean-François de Surville, ayant imaginé traverser le Pacifique Sud dans le sens Ouest-Est, avait pour mission de retrouver les îles Salomon de Mendaña et Quiros, et de chercher lui aussi la Terre de David. En 1770, empruntant une voie plus au Sud que les autres navigateurs avant lui, il espère découvrir le Continent Austral en ralliant le Pérou depuis la Nouvelle-Zélande, via les îles Juan Fernandez. Il arrive dans ces îles en mars 1770, sans avoir aperçu de terre, prouvant ainsi, plusieurs années avant Cook, que le Continent Austral ne se trouve pas sous les latitudes auxquels les géographes pensaient qu'on le trouverait,. Une rumeur, née au moment de la préparation de son voyage, faisait état d'une île très riche peuplée de Juifs, située à 700 lieues à l'Ouest de Copiapo, au Chili, et découverte par un capitaine Anglais. Il est possible que cette rumeur soit née de la dénomination des îles à rechercher, Salomon et David étant les deux premiers rois mythiques d'Israël, mais rien ne permet de l'affirmer. D'après Monneron, subrécargue du navire de Surville, cette nouvelle aurait en tous les cas influencé le choix de la route de l'expédition.
L'Espagnol Don Felipe González de Ahedo en novembre 1770, redécouvre l'île de Pâques, quarante-huit ans après Roggeveen. Il la nomme San Carlos, en prend possession au nom du roi Charles III, et se dit convaincu qu'il s'agit de la terre de Davis, mais ne sait pas si elle correspond aussi à l'île découverte par Roggeveen en 1722, et qu'il appelle « l’autre » île de Davis.

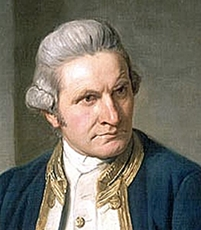
James Cook (1728-1779)

Le second voyage du capitaine James Cook, entre 1772 et 1775, a comme le premier pour objectif de trouver le continent austral s'il existe, en allant plus au Sud que tous les voyages précédents. Au départ de Nouvelle-Zélande, il explore les latitudes les plus australes, au-delà du cercle polaire, et arrive à la conclusion que le Continent Austral n’existe pas, en tout cas, pas sous des latitudes habitables. Il décide alors de partir à la recherche de grandes îles dans l'océan pacifique sud, et notamment de la terre de Davis : « My intention was (…) to go in search of Easter Island or Davis's Land, whose situation was known with so little certainty that the attempts lately made to find it had miscarried ».
Traduction : « Mon intention était (...) de me mettre à la recherche de l'île de Pâques ou Terre de Davis, dont la position est connue avec une si faible certitude que les tentatives récemment faites de la trouver ont avorté ». Cook parvient ainsi à l’île de Pâques, où il passe quatre jours, du 13 au 17 mars 1774.
En 1786, enfin, lorsque La Pérouse fait escale à l'île de Pâques, il n'est plus question de trouver la Terre de Davis. La lettre de mission qui lui adresse le roi Louis XVI mentionne bien l'île de Pâques comme destination, mais ne parle pas d'un supposé continent austral à rechercher dans ses environs.
Peu à peu, la Terre de Davis n'est plus mentionnée dans les cartes, où elle est remplacée par l'île de Pâques.

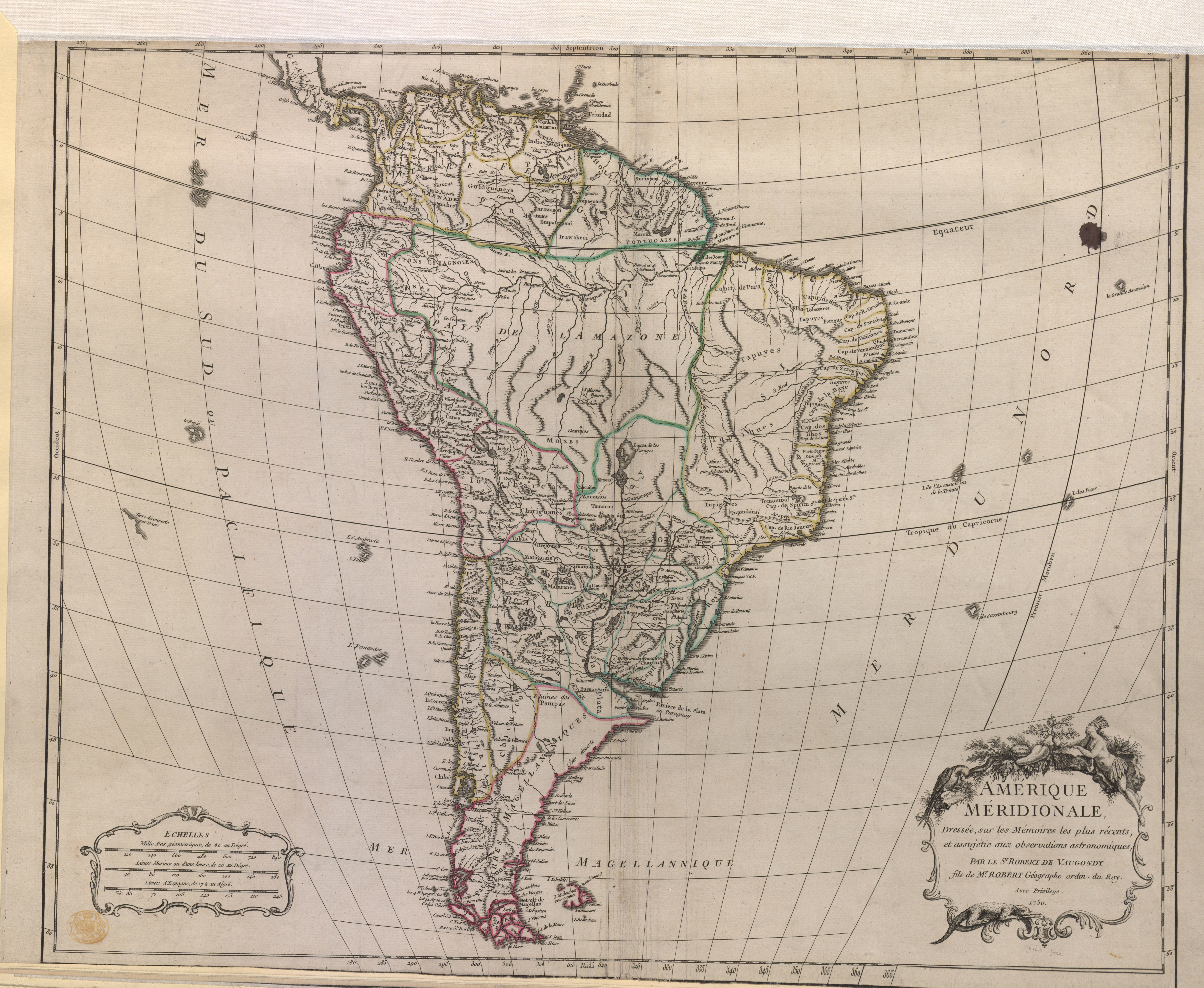
Carte de l'Amérique du Sud par Didier Robert de Vaugondy (1750), faisant apparaître la terre découverte par Davis.
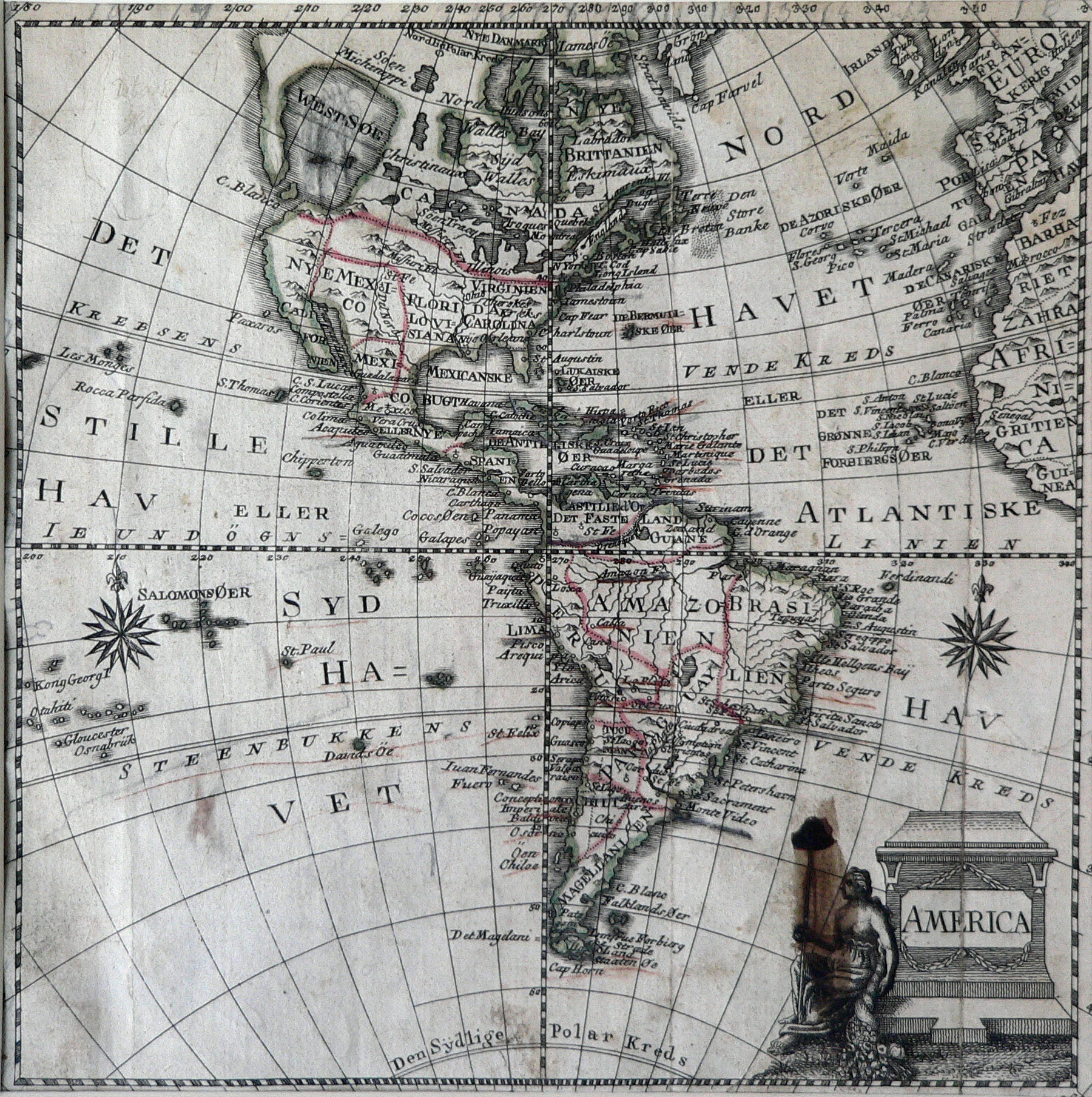
Carte des Amériques faisant apparaître l'île de Davis (Jonghe, 1770).
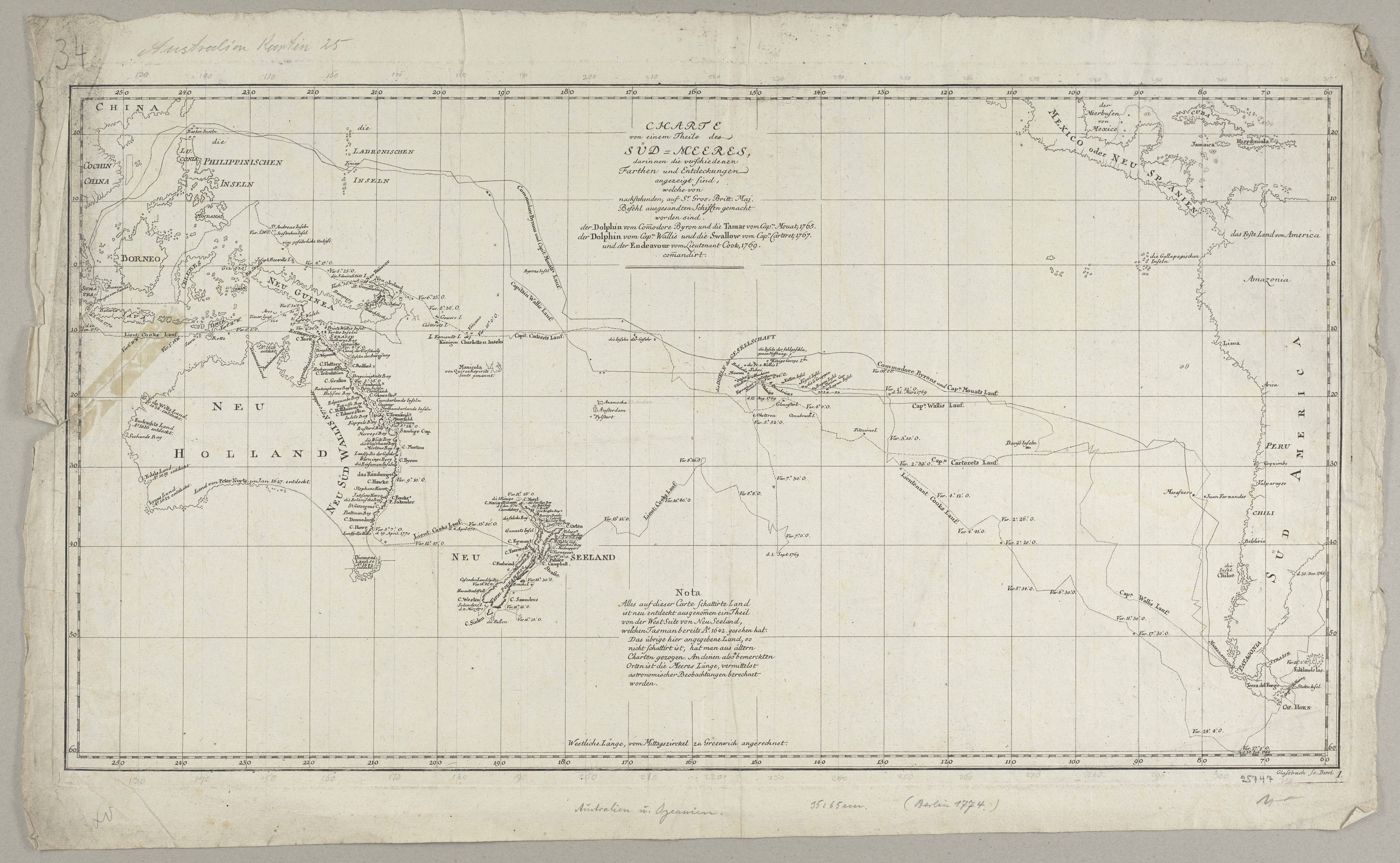
Carte Allemande (1774) mentionnant l'île de Davis, et les courses de Byron, Wallis, Carteret et Cook.
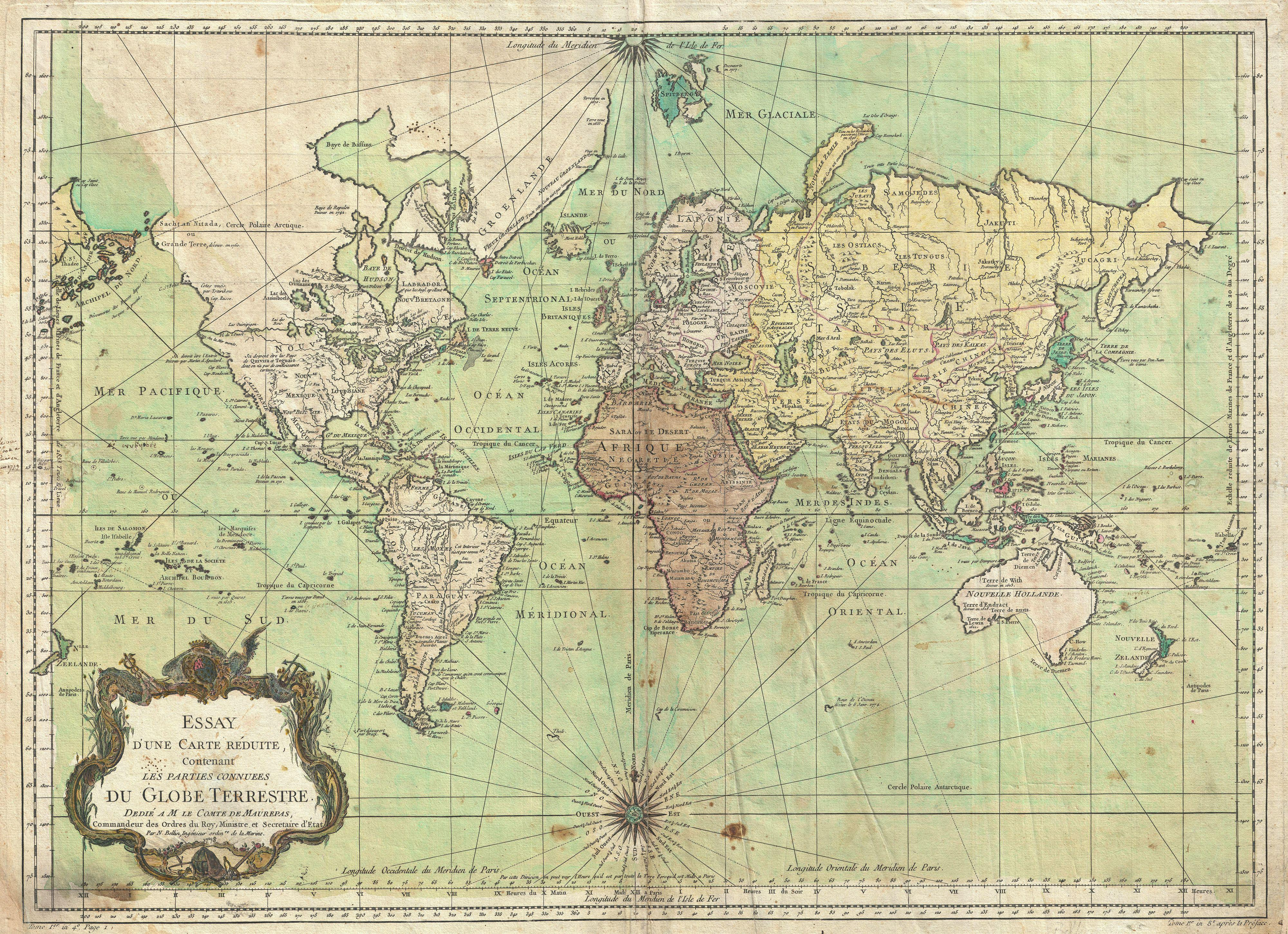
Carte nautique mondiale faisant apparaître les terres vues par David ou île de Davis (Jacques-Nicolas Bellin, 1778).
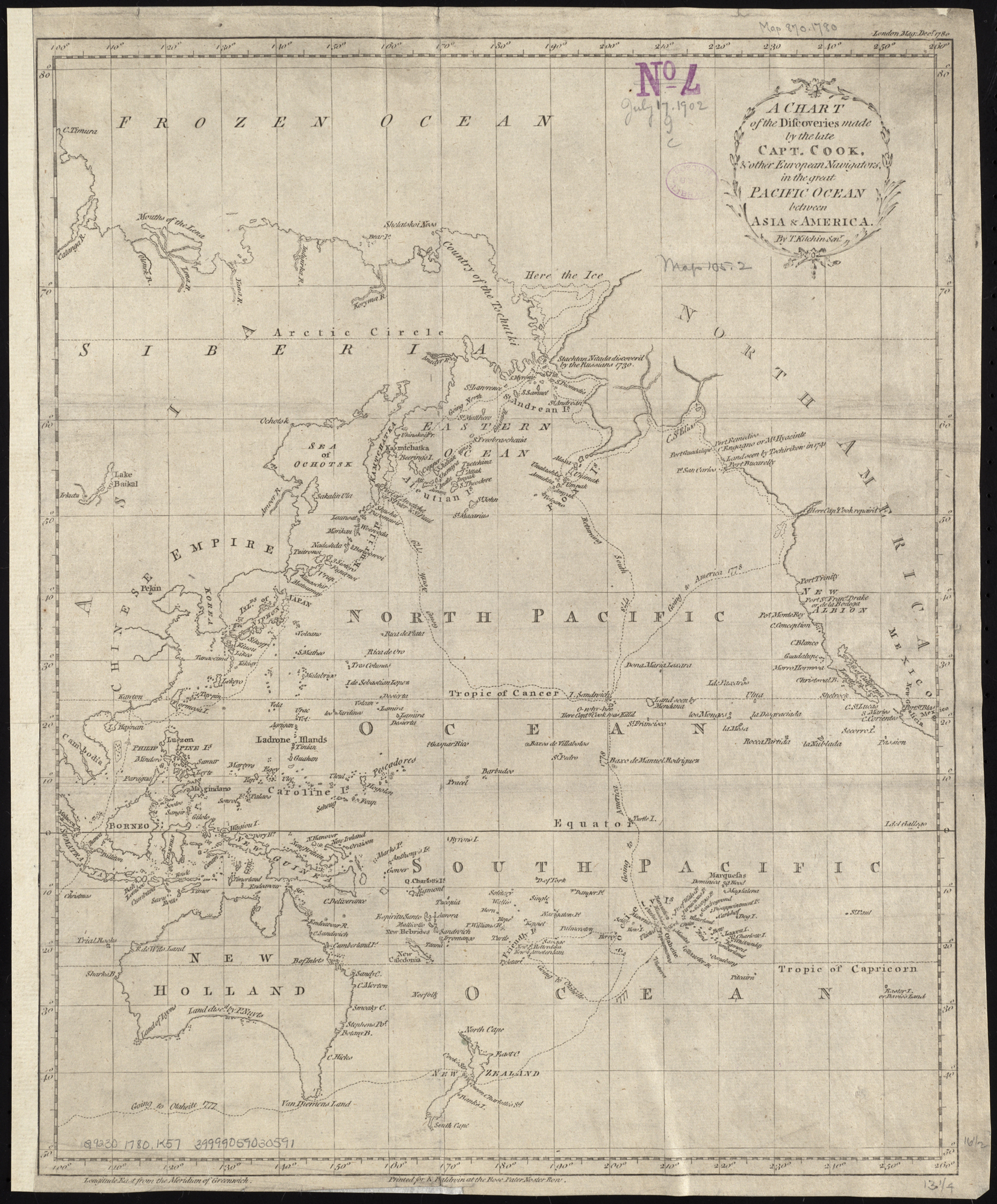
Carte des découvertes du capitaine Cook et d'autres navigateurs dans le Pacifique, faisant apparaître l' île de Pâques ou île de Davis (Thomas Kitchin, 1780).
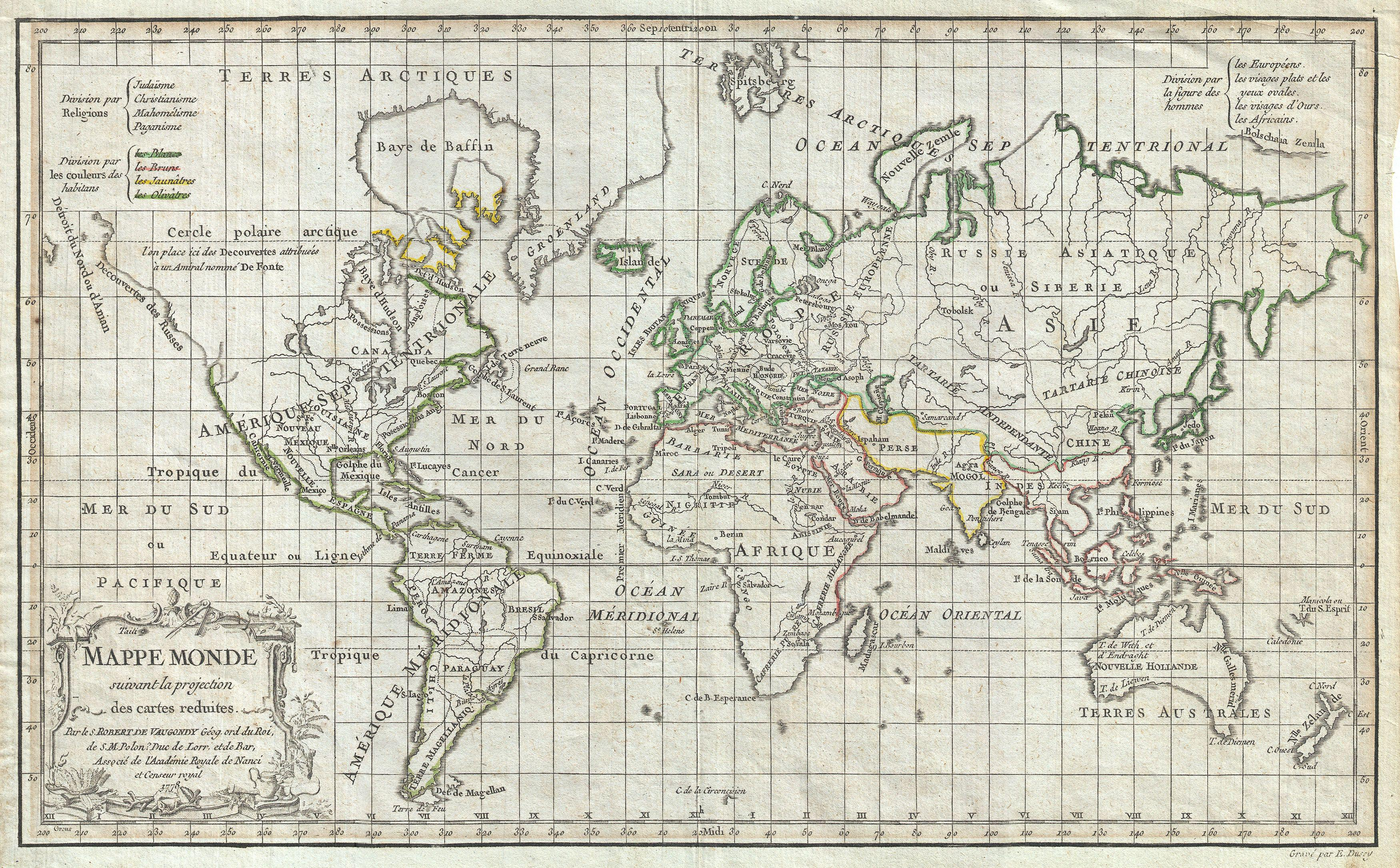
Carte nautique par Didier Robert de Vaugondy (1784). La Terre de Davis n'est plus mentionnée, et l'île de Pâques est masquée par le cartouche.
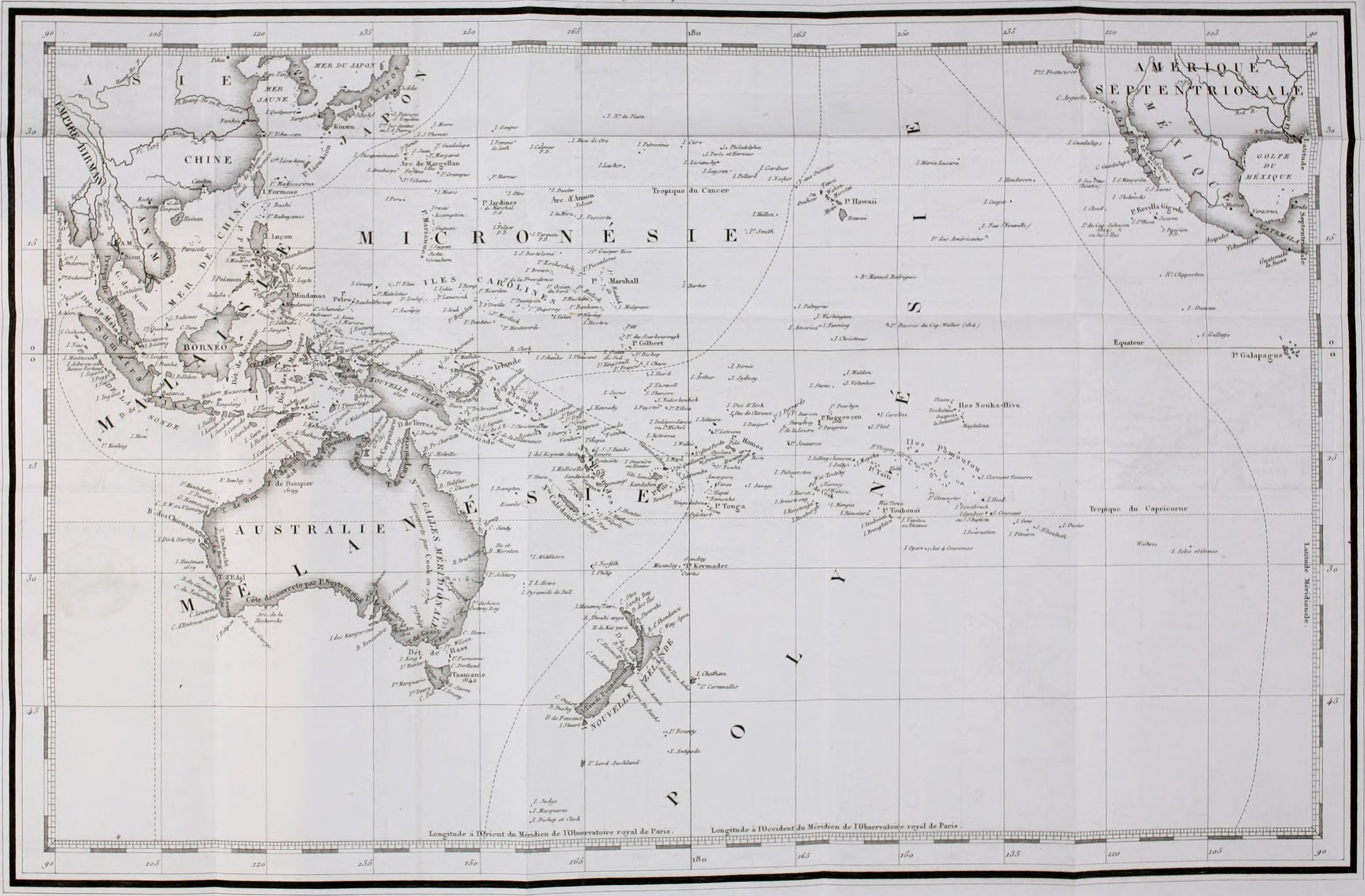
Carte française (1832) faisant apparaître Waihou (nom donné par Cook à l'île de Pâques) et les îles Sala y Gomez.
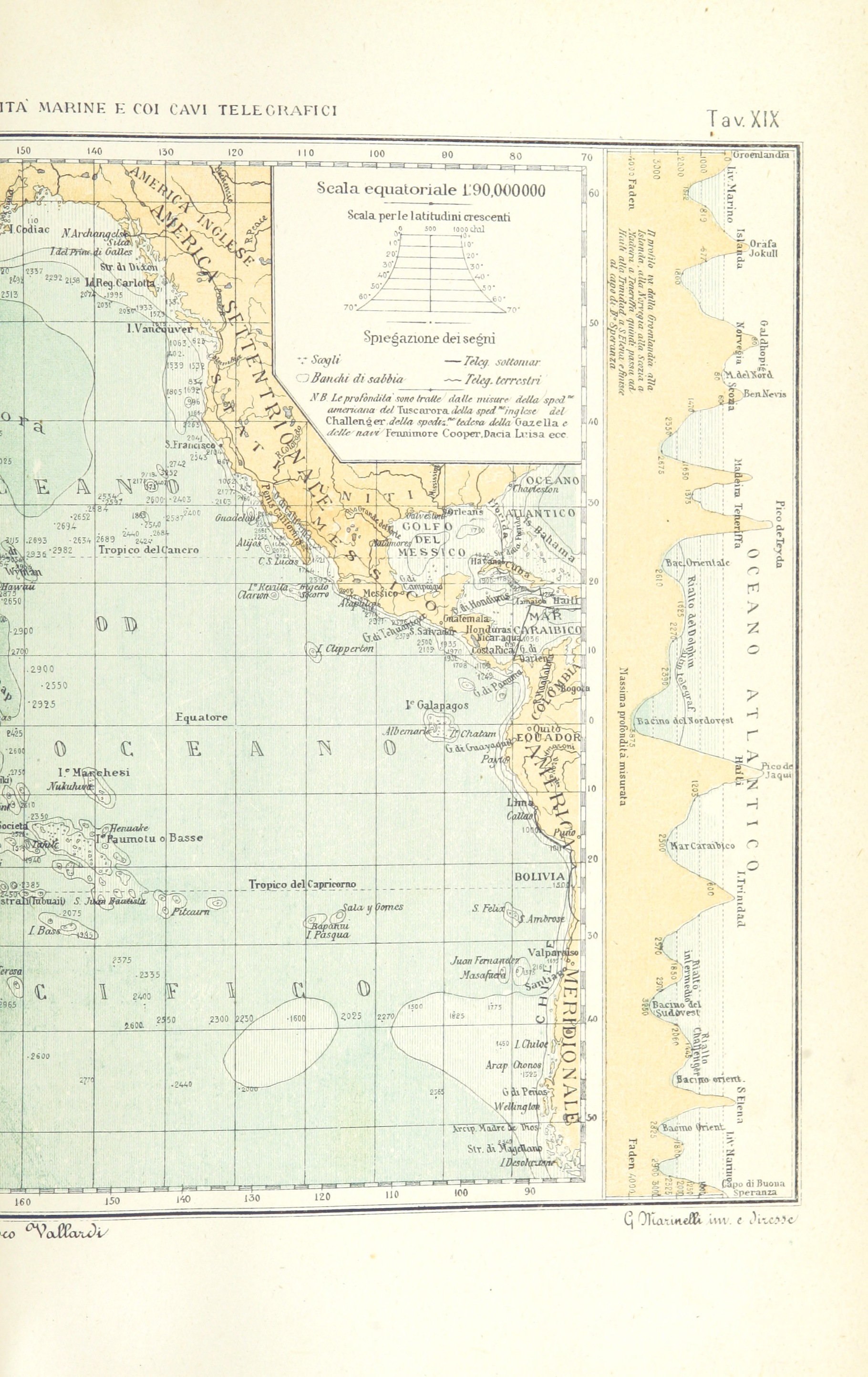
carte italienne (1898) faisant apparaître l'île de Pâques et les îles Sala y Gomez.

## Hypothèses d'identification de la Terre de Davis

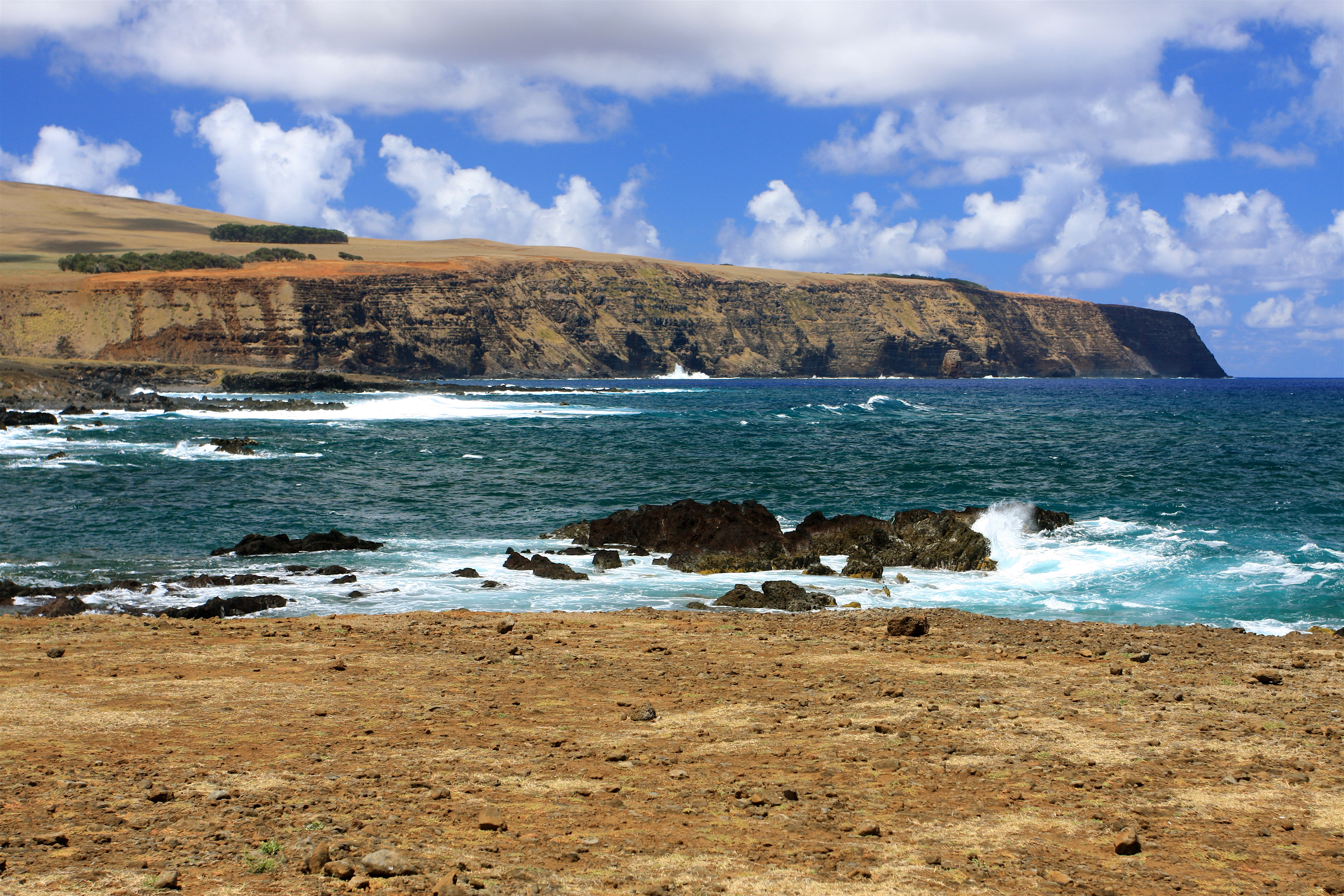
Ile de Pâques - Côte Sud-Est

Dès la découverte de l'île de Pâques par Jakob Roggeveen en 1722, se pose la question de savoir si celle-ci correspond en réalité à la Terre aperçue par Davis, qu'il aurait retrouvée.
Roggeveen lui-même, pèse longuement les arguments en faveur ou en défaveur de cette théorie. Toutefois, pendant plus de cent ans, la relation de voyage de Carl Behrens, sera la seule source de première main de son voyage, connue du public. Or, celle-ci laisse clairement entendre que l'île de Pâques est une découverte totalement nouvelle. Behrens écrit en effet qu'après la découverte de l'île de Pâques : « Nous naviguâmes encore quelques jours aux alentours, et fîmes voile vers tous les points du compas, mais la Terre de David resta introuvable ». Ceci explique que la plupart des commentateurs du voyage de Roggeveen, se fondant sur le récit de Behrens, considèrent que l'amiral Hollandais s'attribue la découverte de l'île de Pâques aux dépens de Davis. 

Pourtant, dans son véritable journal de bord, Roggeveen aboutit plutôt à la conclusion contraire, après de longues hésitations.

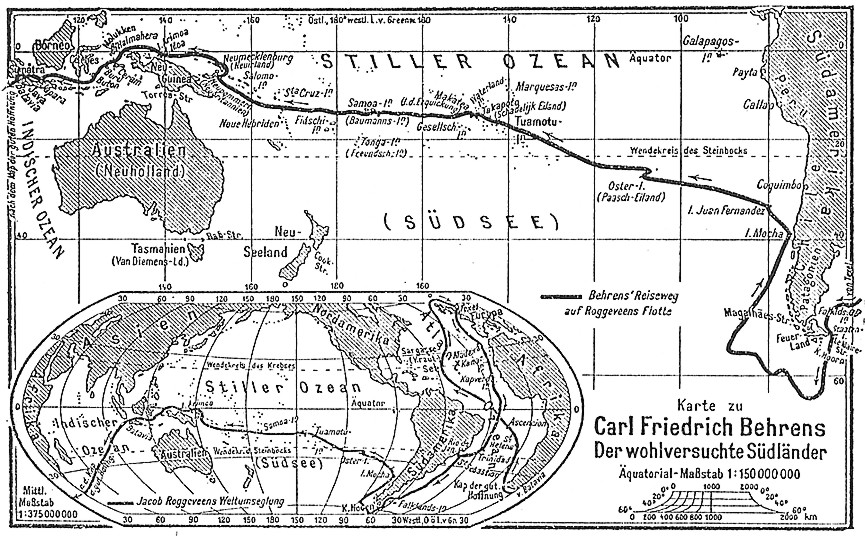
Carte de l'itinéraire de Roggeveen, dressée par Karl Behrens

Ainsi, au moment où il l'aperçoit au loin le 6 avril, Roggeveen croit reconnaître en l’île de Pâques « l'île sablonneuse » de Davis, et remarque que la côte de la grande terre supposée se tenir plus à l’'Ouest reste hors de vue. Mais après s’être approché de l’île, il réalise que sa découverte n’est en rien conforme à la description de Dampier et Wafer. Il explique ensuite pourquoi l’île de Pâques ne peut ni être la « série de hautes terres », ni la petite île basse et sablonneuse décrites par ces derniers. Il en conclut que l'île de Pâques ne correspond pas à la Terre de Davis qui était leur objectif, et que cette dernière se trouvera peut-être encore plus à l'Ouest, sauf à considérer que les découvreurs d'origine de cette terre, aient tout simplement menti. Au moment de repartir de l’île de Pâques le 10 avril, il sollicite son conseil sur cette question, et les mêmes arguments sont développés, arrivant aux mêmes conclusions partagées. Il conclut alors : « Après quoi, tous ces points étant attentivement notés et pesés avec soin, il est unanimement résolu que, incontestablement, l’île de pâques ci-dessus mentionnée ne correspond pas le moins du monde à la description d’une « série de hautes terres », étant seulement d’élévation modeste. (…) Au surplus, que nous n’avons pas vu la petite île basse de sable, qui serait la preuve déterminante que nous aurions trouvé la terre que nous cherchons ».
Pour en avoir le cœur net, ils décident cependant de naviguer encore 100 milles nautiques plus à l'Ouest sur le même parallèle, non sans avoir effectué un crochet en arrière, vers l’Est, pour vérifier s’ils apercevaient la petite île sablonneuse, qui confirmerait que l’île de Pâques correspondrait à la « série de hautes terres ».
Ils ne trouvent rien de nouveau, malgré leurs recherches intensives sous la latitude indiquée pour la Terre de Davis. Onze jours après avoir quitté l'île de Pâques, soit le 21 avril, Roggeveen revient pourtant sur son premier avis, et aboutit à la conclusion que l'île qu'ils ont découverte, est nécessairement celle aperçue par Davis et décrite par Wafer et Dampier, car il s'agit de la seule qu'ils aient rencontrée sous la latitude indiquée. Mais il considère que ces derniers ont déformé ou exagéré leur découverte. Le journal de bord original dit ceci : « dog alvoorens daartoe te komen, moet ik met weinigh woorden noteeren, dat men sig ten hoogsten te verwonderen heeft, van menschen te vinden, die glory stellen omnaamrugtig te weesen door het gemeen maken haarder schriften met den druck waarin sy de opgepronkte leugen gangbaar soeken te maaken voor suyvere waarheyd, (...) want aangesien wy geen land van Copayapo westwaards tot op een affstand van 658 mylen, daer wy ons heden bevinden, ontdekt hebben, dan het Paasch Eyland ; soo volgt dat hetselve de cust is van 't onbekende Zuydland, naar 't oordeel van den gedagten Dampier, teunende op het getuygenis van Davis als desselfs ontdecker, en streckte Noord-West buyten het gesigt ».
Seule une traduction anglaise de ce passage existe, celle d'Andrew Sharp, publiée aux presses d'Oxford en 1970. Cette traduction est la suivante : « one must be greatly astonished at finding people who contrive to become famous through the general publication of their writings in which they seek to establish embellished lies as clear truth, (…) for since we have discovered no land from Copiapo westward for a distance of 658 miles, wher we are today, except the Paasch island, it accordingly follows that this is the coast of the unknowh Southland according to the opinion of the said Dampier, depending on the witness of Davis as its discoverer ».
Traduction : « Il est stupéfiant de constater que certains parviennent à devenir célèbres en diffusant largement leurs écrits, dans lesquels ils font passer des mensonges embellis pour la pure vérité, (…). Comme nous n'avons trouvé aucune terre à l'Ouest de Copiapo sur une distance de 658 milles où nous sommes aujourd'hui, en dehors de l'île de Pâques, il s'ensuit par conséquent que celle-ci est la côte du continent austral inconnu selon l'opinion dudit Dampier, qui le tient du témoignage de Davis son découvreur (...) ».
Roggeveen ajoute alors ces mots très durs à propos de Davis, Dampier et Wafer : « lorsque leurs narrations sont comparées à nos propres observations, il n’y a plus rien à dire, à part que ces trois (qui étaient Anglais) étaient des bandits vis-à-vis de la vérité, autant qu’ils étaient des bandits après les richesses des Espagnols ». Après un nouveau conseil de bord le 21 avril, les officiers de l'expédition arrivent à la conclusion que l’expédition a pleinement rempli sa première mission, qui consistait à rechercher la Terre de Davis. Ceci est le preuve que Roggeveen ne s'estime pas être le premier découvreur de l'Île de Pâques. 
Bolton Glanville Corney, qui a traduit une partie du livre de bord de Roggeveen, écrit lui aussi qu'après le 21 avril, ce dernier conclut que l'île de Pâques doit être la même que le prétendu Continent Austral de Davis, Wafer et Dampier. 
En dépit de ce que de nombreux auteurs ont affirmé, et affirment encore, sur la foi du récit de Behrens ou d'une lecture tronquée du livre de bord de Roggeveen (imparfaitement traduit il est vrai), ce dernier considère donc avoir retrouvé la Terre de Davis, bien que celle-ci ne corresponde pas à la description magnifiée qui en a été faite. 
Par la suite, un débat opposera toujours les géographes et les navigateurs, sur la question de savoir si l’île découverte par Roggeveen était réellement la terre de Davis. Cette hypothèse sera rapidement la plus admise, bien que la question reste soumise à la contradiction.

### Assimilation à l'île de Pâques

#### Gonzalez de Haedo (1770)

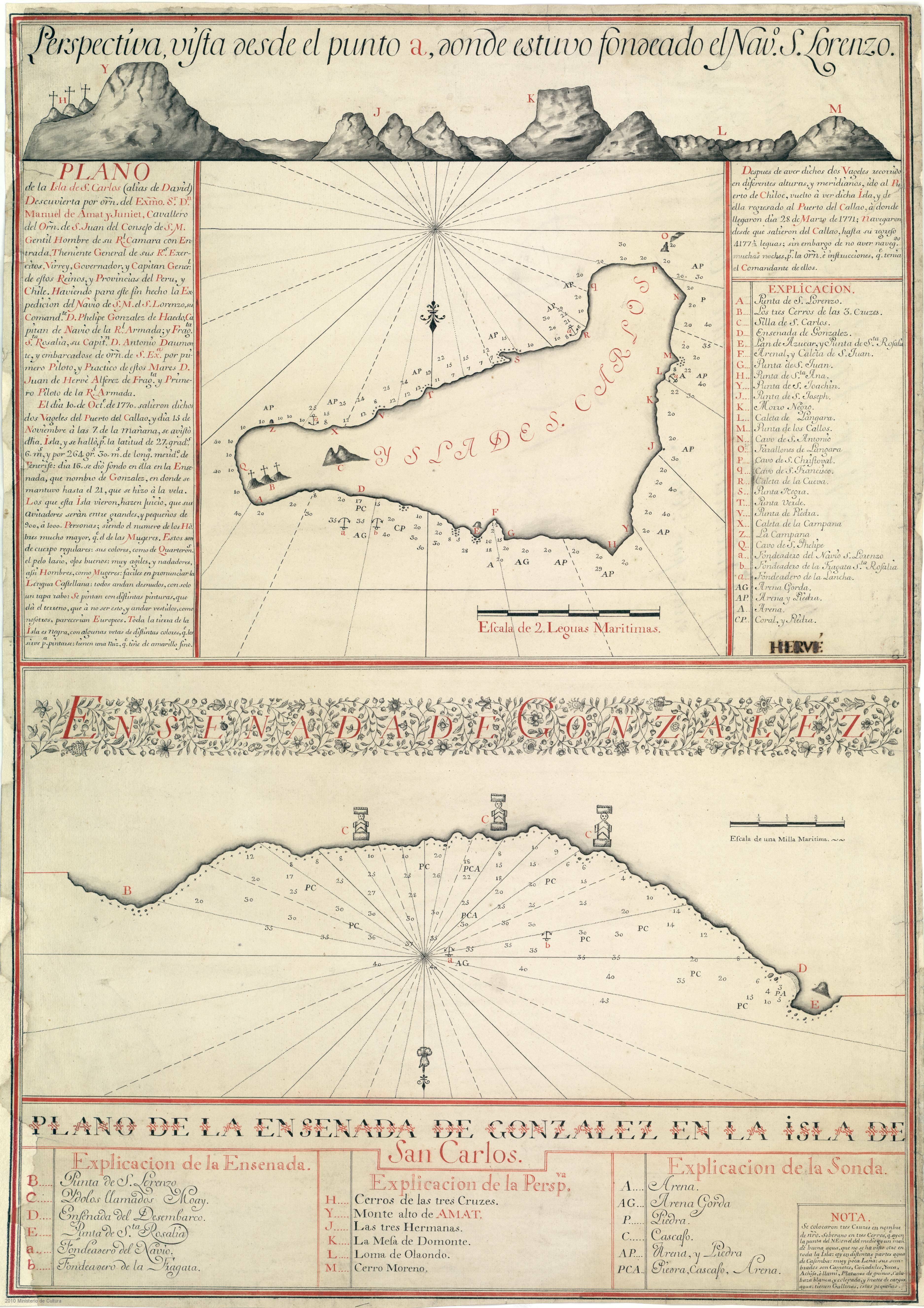
Carte et profil de l'île de Pâques dressés par Gonzalez de Haedo, 1770.

En 1770, le second européen à toucher l’île de Pâques, Felipe González de Ahedo, considère sans ambiguïté qu’elle correspond à la Terre de Davis, sans pour autant être sûr qu’elle corresponde aussi à l'île découverte par Roggeveen. Ce faisant, Gonzalez s'attribue l'honneur d’être le premier européen à avoir mis le pied sur la fameuse « Terre de Davis », seulement aperçue par le flibustier anglais.
Dans un compte rendu officiel de son expédition, retranscrit en Anglais par Alexander Dalrymple, il est clairement affirmé que l'équipage du capitaine Gonzalez, sur la Rosalie, a bien atteint la Terre de Davis.

#### Alexander Dalrymple (1770)

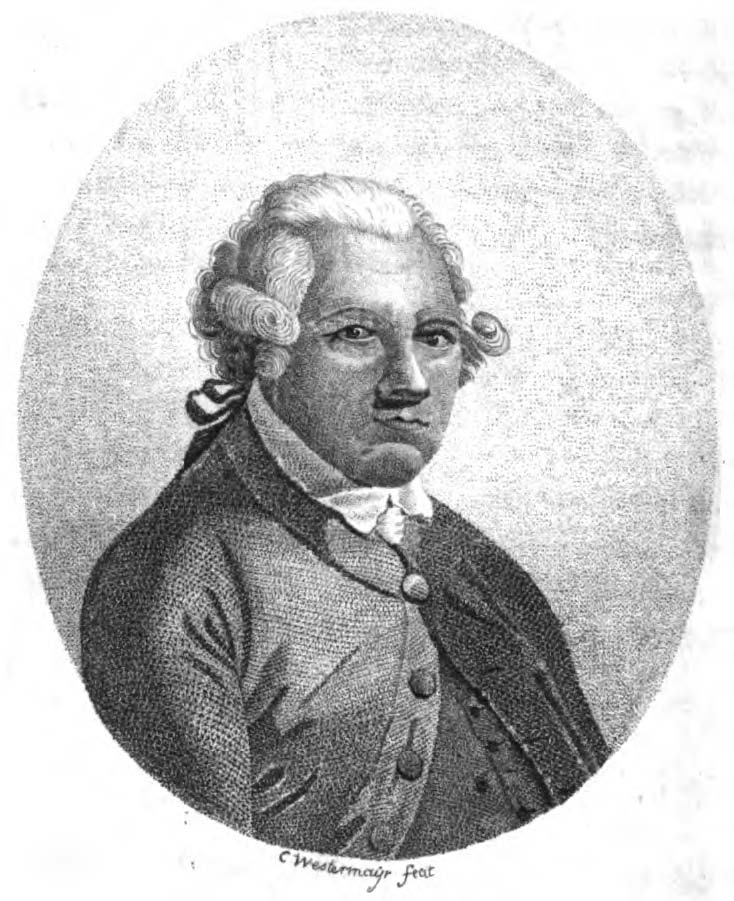
Alexander Dalrymple (1737 - 1808)

Dans son Voyage dans la Mer du Sud par les Espagnols et les Hollandois (1770), l'éminent géographe écossais Alexander Dalrymple, ne tranche pas la question, mais considère implicitement que l’île de Pâques correspond bien à l'île aperçue par Davis.
Il indique ainsi que pour dresser sa carte du Pacifique Sud, il a positionné l'île de Pâques « à cent six degrés trente minutes à l’Ouest de Londres, parce que cette longitude s’accorde avec la découverte de Davis ».
Dans une lettre adressée à John Hawkesworth, en 1773, Dalrymple est beaucoup plus affirmatif. S'appuyant sur le compte-rendu de la découverte de Gonzalez de Ahedo évoqué ci-avant, il écrit ainsi « la situation que j'avais donnée à l'ile de Pâques d'après les circonstances de la navigation était à peu près la même que celle de la terre de Davis. Nos Navigateurs n'ont pu découvrir cette île que les Espagnols ont enfin trouvée comme on n'en peut douter par l'extrait suivant tiré des papiers publics d'Espagne ».

#### James Cook (1803)
Dans la relation de son second voyage (1770-1774), publiée pour la première fois en 1803, James Cook, penche lui aussi assez nettement pour la correspondance entre île de Pâques et Terre de Davis, bien qu'il ne soit pas affirmatif. En introduction il indique que l'île de Pâques découverte par Roggeveen a probablement été aperçue auparavant par Davis, bien que ce dernier ne l'ait pas visitée. Il indique : « ... land was seen (…). I made no doubt that this was Davis's Land, or Easter Island, as its appearance from this situation corresponded very well with Wafer's account ; and we expected to have seen the low sandy isle that Davis fell in with which would have been a confirmation but in this we were disappointed ».
Traduction : « ..., la terre fut en vue (...). Je n'eus aucun doute que celle-ci fût la terre de Davis, ou île de Pâques, son aspect depuis cette situation correspondant très bien avec le récit de Wafer, et nous nous attendions à voir l'île basse sablonneuse rencontrée par Davis, ce qui aurait été une confirmation, mais en cela nos espoirs furent déçus ».
Puis, page 288 : « I shall now give some farther account of this island which is undoubtedly the same that Roggewin touched at in April 1722, although description given of it by the authors of that voyage does by no means agree with it now. It may also be the same that was seen by Captain Davis in 1686 ; for when seen from the east it answers very well Wafer's description, as I have before observed. In short, if this is not the land, his discovery cannot lie far from the coast of America as this latitude has been well explored from the meridian of 80° to 110° ».
Traduction : « Je vais maintenant donner un compte-rendu plus détaillé de cette île, qui est sans aucun doute la même que Roggeween toucha en avril 1722, bien que la description qui en est donnée par les auteurs de ce voyage ne correspond en rien à ce qu'elle est maintenant. Il se peut aussi qu'elle soit la même île que celle aperçue par le capitaine Davis en 1686; car lorsqu'elle est vue de l'Est elle répond très bien à la description de Wafer, comme je l'ai déjà observé. En bref, si ce n'est pas cette terre, sa découverte ne doit pas se tenir éloignée de la côte de l'Amérique, étant donné que cette latitude a été bien explorée, de la longitude 80° à 110° ».

#### Robert Griffiths (1801)
La thèse de Cook et Dalrymple est soutenue plus explicitement par Robert Griffiths, dans le volume XXXIV de la Mounthly Review. Cet article répond en effet à la thèse adverse de Fleurieu exprimée en marge de la relation de voyage du capitaine Marchand (Fleurieu considérant, comme indiqué plus bas, que l'île de Pâques ne peut d'aucune façon correspondre à la Terre de Davis). Griffiths se dit convaincu, jusqu’à preuve du contraire, que la Terre de Davis est l'île de Pâques, et que les arguments de Fleurieu ne sont pas convaincants. Il considère qu’il n’est pas extraordinaire qu’en mettant cap au sud depuis les Galápagos, un navire soit déporté suffisamment à l’Ouest par les alizés du Sud Est, pour atteindre l'île de Pâques. Il estime aussi que la géomorphologie de l'île de Pâques, aperçue de loin, peut faire penser à une série de hautes terres, et que les observateurs ont pu exagérer sa taille. Enfin, selon Griffiths, l’île sablonneuse a très bien pu disparaître, comme cela arrive souvent aux bancs de sable.

#### James Burney (1806)
James Burney, membre de la seconde expédition scientifique de James Cook, est l’auteur d'une somme considérable sur l’histoire de la navigation dans les mers du sud, éditée en 1806. Dans son volume IV, pages 208 et 209, il reproche -à tort- à Roggeveen de chercher à s’attribuer la découverte de l'île de Pâques au détriment de Davis. Il écrit : « Jacob Roggewein, l'amiral hollandais, était, plus qu’aucun autre navigateur, désireux de s’attribuer le crédit de faire de nouvelles découvertes ».  
Il estime qu'il est tout à fait possible d’être déporté vers l'île de Pâques depuis les Galapagos, en raison des vents dominants. De même, il indique lui aussi que les descriptions de Davis et Wafer correspondent bien à l’île de Pâques, les montagnes de cette dernière pouvant apparaître comme une série de plusieurs îles hautes. Il considère que l’erreur de longitude faite par Davis (qu'il évalue à 178 lieues marines, soit un peu moins de 1000 km), n’est pas irréaliste, notamment si l’on prend en compte le fait que Davis ne disposait pas de bonnes données de longitudes concernant les Galapagos et Copiapo. (p. 208).
Il conclut en indiquant que si l’île de Pâques découverte par Roggeveen est située plus à l'Ouest que la Terre de Davis, alors cette dernière se trouve toujours sous la même latitude, en direction du continent américain. Mais ceci lui paraît hautement improbable, du fait que ces parages aient été largement visités au cours des années passées. Il écrit pour finir que « la conviction qu’Edward Davis et Roggewein ne virent qu’une seule et même île ne peut que se renforcer avec le temps, jusqu’à preuve du contraire ». (p. 566)

#### Frederick Beechey (1839)

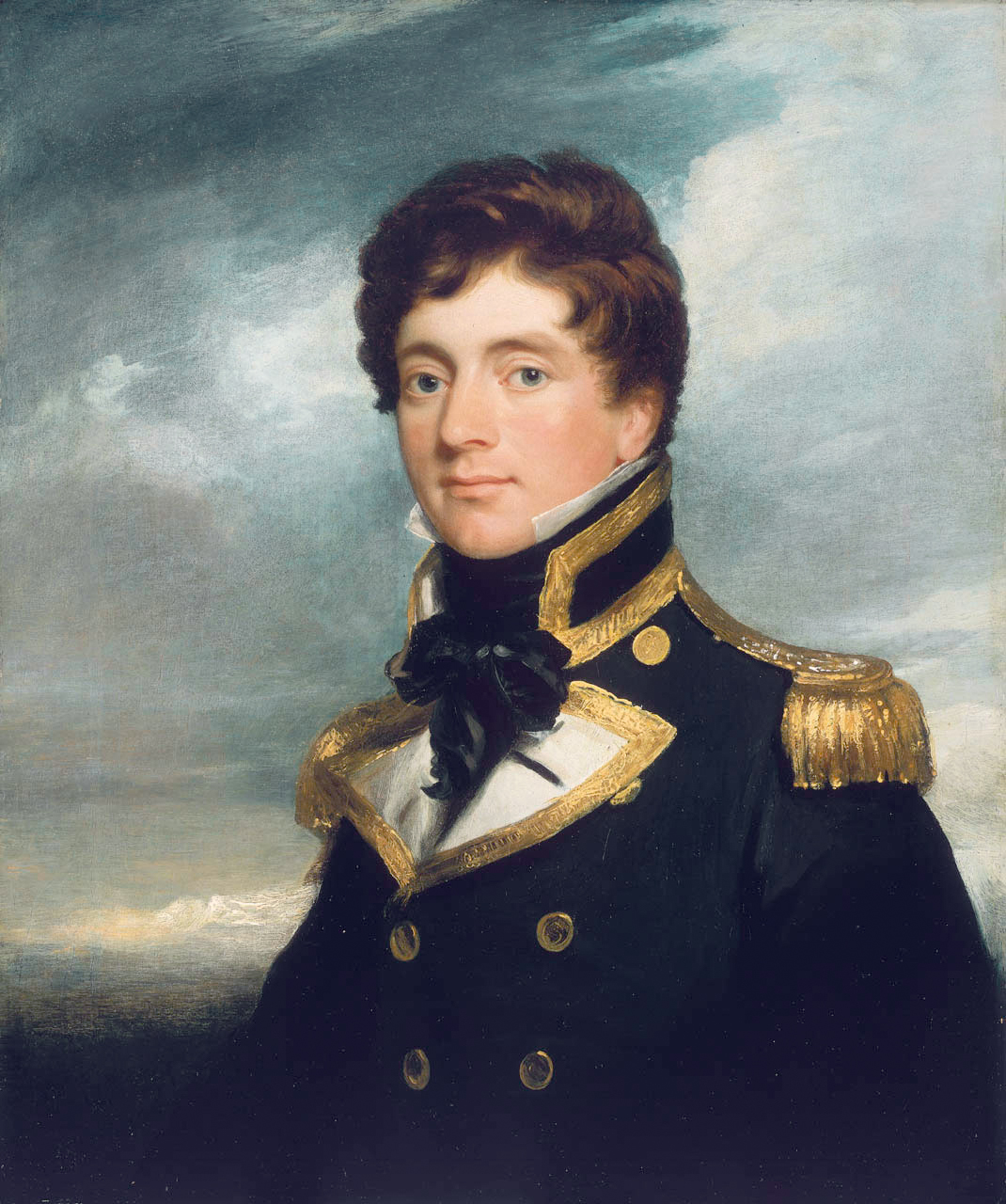
Frederick William Beechey (1796-1856).

Le capitaine anglais Frederick Beechey fait halte à l'île de Pâques en 1825 à bord du HMS Blossom. Dans son compte-rendu de voyage, il estime que les données disponibles ne sont pas suffisantes pour déterminer si la terre de Davis correspond à l'île de Pâques ou aux îles Ambroise et Félix, à 1 600 milles nautiques plus à l'Est. Il estime néanmoins que les forts courants constatés dans cette zone de l'Océan Pacifique Sud-Est, peuvent expliquer qu'un navire naviguant entre les Galapagos et les îles Juan Fernandez se retrouve déporté largement à l'Ouest. Il cite ainsi l’expérience de Behrens, celle de la Pérouse, et la sienne, autant de cas dans lesquels les navires se sont retrouvés entre 270 et 300 milles plus à l’Ouest que prévu. Aussi, en retenant cette dérive de 300 milles comme une moyenne acceptable, la différence entre la position réelle de l’île de Pâques et celle donnée par Wafer pour la Terre de Davis, n’est plus que de 204 milles. En conclusion, il considère qu’une telle erreur de positionnement n'est pas moins vraisemblable que celle qui fait dire à la Pérouse que Wafer et Dampier voulaient certainement indiquer une distance de 200 lieues depuis la côte Chilienne, plutôt que 500.

#### Encyclopédies et autres
Quelques encyclopédies affirmeront ensuite que l’île de Pâques correspond bien à l’île de Davis, bien que la plupart, comme l'Encyclopedia Britannica, de 1911, se contentent de mentionner avec prudence, que la première a été trouvée en cherchant la seconde.
Il est très fréquent, aujourd'hui, de trouver sur des sites internet ou dans des guides consacrés à l'île de Pâques, l’affirmation selon laquelle le premier Européen à avoir aperçu l’île de Pâques était Davis. 

### Assimilation aux îles Desventuradas (St Ambroise et Félix)
De nombreux géographes et navigateurs considèrent comme insatisfaisante, l'assimilation qui est faite entre la Terre de Davis et l'île de Pâques. Outre l'absence de ressemblance dans les descriptions de ces deux terres, ils estiment notamment que l'île de Pâques est située trop à l’Ouest pour avoir été rencontrée par Davis lors de sa route entre les Galapagos et l’île Juan Fernandez. Surtout, lorsqu’il est pris en considération qu'après avoir voyagé plein sud depuis les Galapagos, Davis indique avoir orienté la course du Batchelor’s Delight au Sud-Est, soit à l'opposé de la position de l’île de Pâques.
Les partisans de cette théorie font valoir qu'il existe à peu près sous la même latitude que l'île de Pâques, mais beaucoup plus à l’Est, un ensemble de deux îles peu connues à l'époque : les îles Saint Ambroise et Félix (ou « Desventuradas »), découvertes par le navigateur Juan Fernandez en 1574 et très tardivement situées sur les cartes.

#### Pingré (1767)

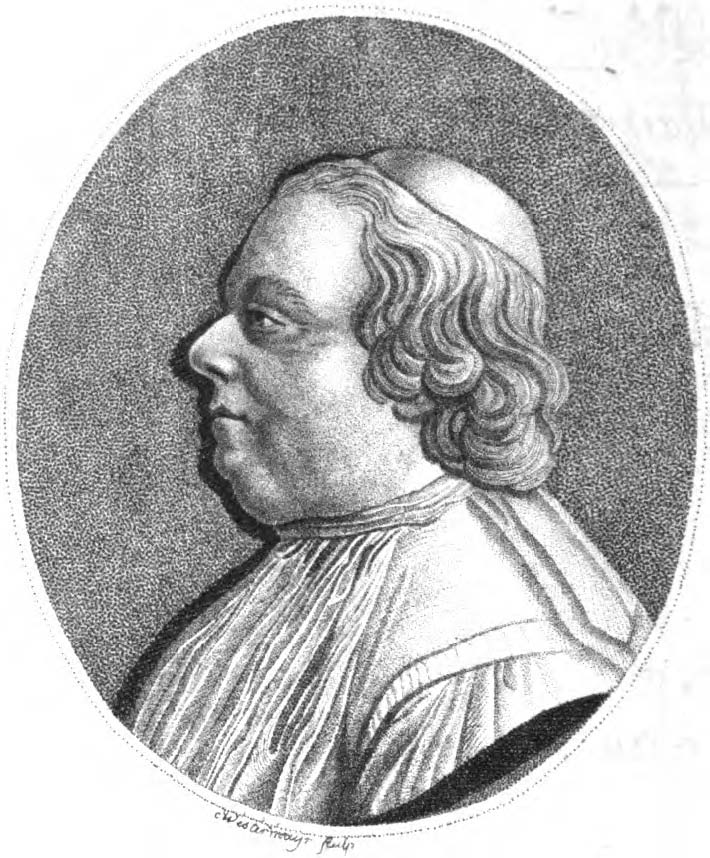
Alexandre Gui Pingré (1711-1796)

En 1767, Alexandre Guy Pingré publie son Mémoire sur le choix et l’état des lieux où le passage de vénus du 3 juin 1769 pourra être observé avec le plus d’avantages» (édition d'un discours lu en décembre 1766).
Il n’établit aucun lien entre l'île de Pâques et la Terre de Davis, considérant que les deux sont distinctes, si ce n'est que leurs positions respectives sont très mal rendues par leurs découvreurs. Il affirme en revanche que la Terre de Davis correspond plus probablement aux îles St Ambroise et Felix, qu'à l'île de Pâques. A propos de le Terre de Davis, il écrit ainsi : « (…) tous les Géographes ont depuis marqué cette terre sur leurs Cartes, sous le nom de Terre de Davis, ou de Terre découverte par Davis. Je n’en conteste pas non plus l’existence, mais je crois qu’elle est mal marquée sur les Cartes, & que probablement cette petite isle & cette grande terre ou cette plus grande isle ne diffèrent point des isles de S. Félix & de S. Ambor dont nous avons parlé ci-dessus ».   
Il pointe en effet le fait que le Bachelor's Delight ait orienté sa course au sud-est, et non au sud ouest, depuis les îles Galapagos. Pingré en déduit : « De cette route, il suit que les isles découvertes par Davis doivent être plus orientales que le 292° méridien. Or les isles de S. Félix sont marquées sur la Carte de Don Juan & Don de Ulloa par 297 degrés & demi de longitude. Au contraire si ces isles de Davis étoient à 500 lieues à l’Est de Copiapo cette ville étant par 306 dégrés de longitude, la longitude de la petite isle seroit de 278 dégrés & demi & par conséquent beaucoup plus occidentale que celle des Gallapagos & que celle du point de départ à 12 dégrés & demi de latitude. Il faut donc reconnoître qu’il est échappé ou à Wafer ou à son Copiste ou à son Imprimeur une faute d’écriture & que la petite isle est distante de Copiapo non pas de 500 mais de 150 lieues ou environ ».    

#### Bougainville (1768)
Bougainville partage l’opinion de Pingré. Après être passé sans succès dans les parages supposés accueillir la Terre de David, il écrit :  « Je pense au reste d’après le récit de David, que la terre qu’il dit avoir vue, n’est autre que les îles de Saint Ambroise et Saint Félix, qui sont à deux cents lieues de la côte du Chili ».

#### Carteret (1773)

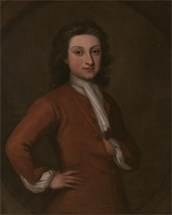
Philip Carteret (1733-1796)

En 1773, dans le récit de son voyage autour du monde publié par Hawkesworth et édité en Français en 1774, Philip Carteret fait le parallèle avec l'île de Pâques, mais indique lui aussi considérer que la terre aperçue par Davis correspond beaucoup plus vraisemblablement aux Desventuradas : « Et réfléchissant sur la description donnée par Wafer, Chirurgien à bord du vaisseau commandé par le Capitaine Davis, je pense qu’il est probable que ces deux iles [St Ambroise et Félix] sont la terre que rencontra Davis dans sa route au Sud des iles de Galapagos & que la terre placée dans toutes les cartes marines sous le nom de Terre de Davis n’existe point. Je n'ai point changé de sentiment en lisant ce qui est dit dans le voyage de Roggevin fait en 1722 d’une terre qu’on appelle Isle de Pâques, ce qui confirme la découverte de Davis suivant quelques personnes qui imaginent que c’est la même terre que ce Navigateur a appelée de son nom. Il est clair par la narration de Wafer qu’excepté ce qui regarde la latitude, on doit ajouter peu de foi au journal tenu à bord du vaisseau de Davis puisqu’il avoue que l’équipage manqua de périr pour avoir supposé la variation de l’aiguille à l’Ouest tandis qu'elle était à l'Est ».
Lui aussi, considère qu'en ayant navigué vers le sud-est depuis les île Galapagos, le Batchelor’s Delight a dû se retrouver « à deux cent lieues de Copiapo & non pas à cinq cents ».

#### La Pérouse (1798)

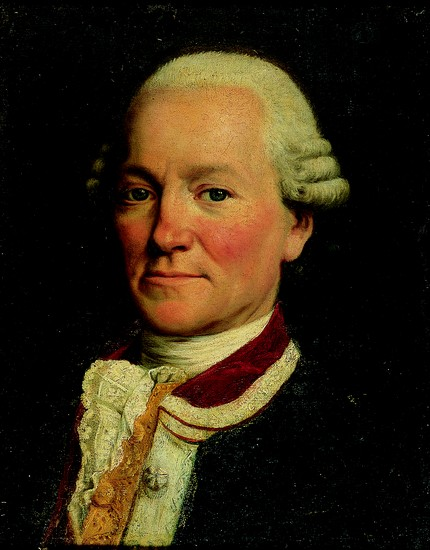
Jean-François de Galaup, comte de la Pérouse (1741-1788?)

Dans son journal de bord, sauvegardé avant qu'il fasse naufrage, et publié en 1798, La Pérouse consacre un long développement à la réfutation de l'avis de Dalrymple et Cook, selon lequel l'île de Pâques serait la Terre de Davis : « Waffer dit que cette petite isle de sable se trouve à cinq cents lieues de Copiapo et à six cents des Gallapagos. On n’a pas assez remarqué que ce résultat est impossible. Si Davis, par 12° de latitude méridionale, et à cent cinquante lieues des côtes de l’Amérique, a fait valoir sa route le sud-sud-est ainsi que le rapporte Waffer, comme il est évident que ce capitaine flibustier a dû faire gouverner avec les vents d’est, qui sont très fréquens dans ces parages, pour exécuter le projet qu’il avait d’aller à l’isle de Juan Fernandez, on doit en conclure, avec M. Pingré, qu’il y a une erreur de chiffre dans la citation de Dampier, et que la terre de Davis au lieu d’être à cinq cents lieues de Copiapo, n’en est qu'à deux cents lieues : il serait alors vraisemblable que les deux isles de Davis sont celles de Saint Ambroise et de Saint Félix, un peu plus nord que Copiapo mais les pilotes des flibustiers n’y regardaient pas de si près et n’obtenaient guère la latitude qu’à 30 ou 40’ près. J'aurais épargné à mes lecteurs cette petite discussion de géographie si je n’avais eu à combattre l’opinion de deux hommes justement célèbres » [Dalrymple et Cook]. « Je dois cependant dire que le capitaine Cook était dans le doute et qu’il rapporte qu’il eût décidé la question s’il avait eu le temps de s'élever à l’est de l’isle de Pâque. Comme j’ai parcouru trois cents lieues sur ce parallèle et que je n’ai point vu l’isle de Sable, je crois qu’il ne doit plus rester aucun doute, et le problème me paraît entièrement résolu ».
Dans les échanges entre Pingré et Fleurieu d'une part, Dalrymple, Burney et Griffiths d'autre part, on dénote une certaine rivalité franco-britannique, les premiers ayant tendance à dénier au flibustier anglais la découverte d'une terre nouvelle, alors que les seconds la soutiennent.
Toutefois, en plus de Carteret, d'autres auteurs anglophones, comme George Parker Winship (1903) et John Dunmore (2006), tiennent pour acquis ou du moins probable, que la Terre aperçue par Davis, corresponde aux îles St Ambroise et Félix.

### Assimilation aux îles Gambier
Quelques rares auteurs croient voir dans l'archipel des Gambier, en Polynésie française la petite île de sable et la série de hautes terres décrites par Wafer et Dampier. C'est en tout cas l'avis de Katherine Routledge, qui a mené les premières fouilles archéologiques à l'île de Pâques en 1914.

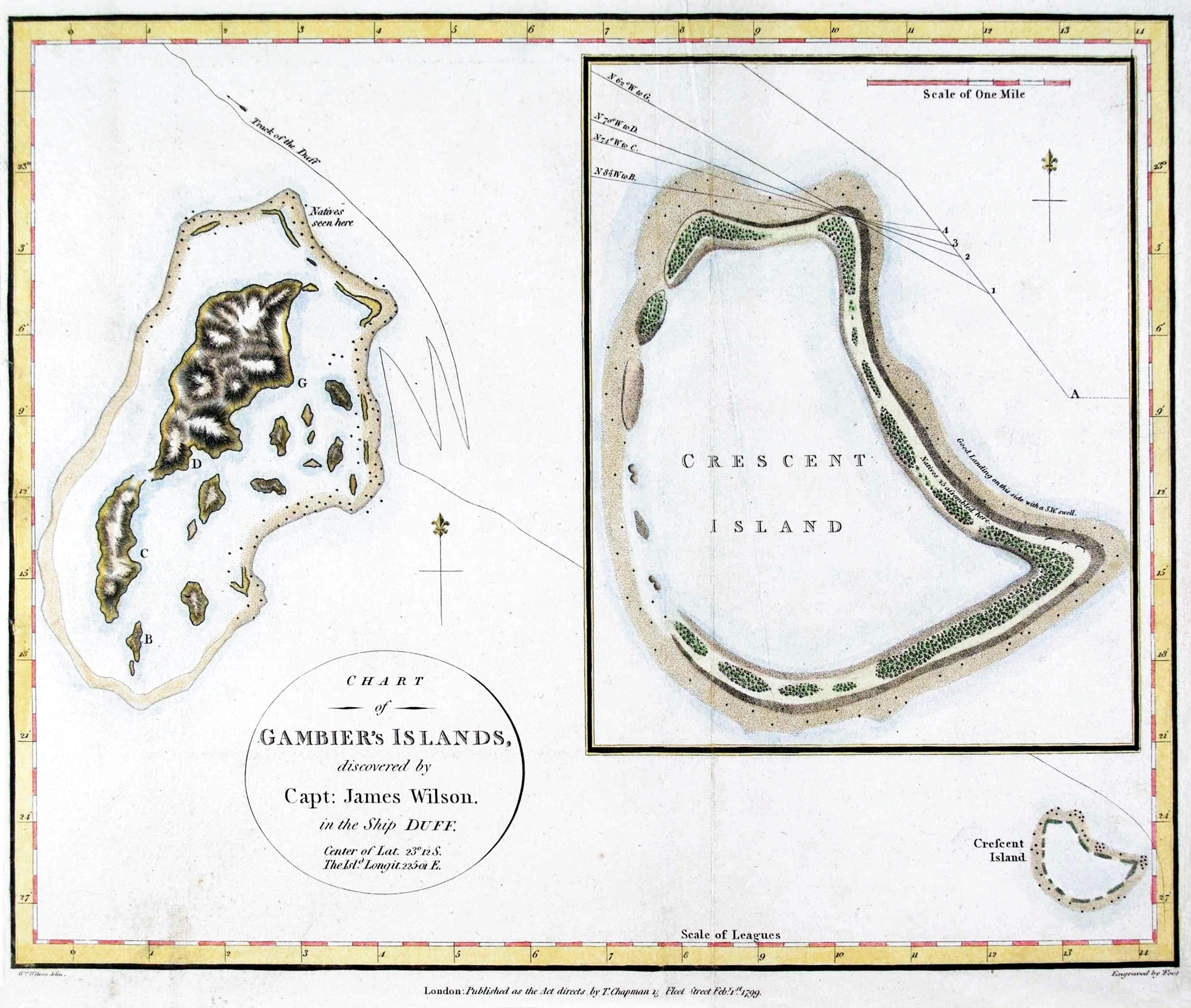
Carte approximative montrant les îles Gambier, avec l'atoll de Temoe (ou Crescent Island) au sud-est.

L'archipel se compose en effet, à l'Est, d'un petit atoll doté de plages de sable (Temoe), et à une quarantaine de km à l'Ouest, de quelques îles hautes, dont Mangareva, réunies au sein d'un triangle d'une quinzaine de km de côté.
Les îles Gambier sont cependant situées par 23° de latitude sud, et non par 27 ou 27°20' comme le décrivent Wafer et Dampier. De même, elles se situent à plus de 6 000 km de la côte chilienne (6 400 km de Copiapo) au lieu des 500 lieues (2 778 km) évoquées pour la terre de Davis. Enfin, l'ensemble des îles hautes qui constituent l'archipel des Gambier ne s'étend pas sur plus de 7 ou 8 km de longueur, ce qui est très éloigné des « 14 à 16 lieues » évoquées par Waffer. 
Sans que l'origine de cette théorie soit attestée, quelques articles ou sites y font référence,.

### Assimilation à l'île de Sala y Gomez

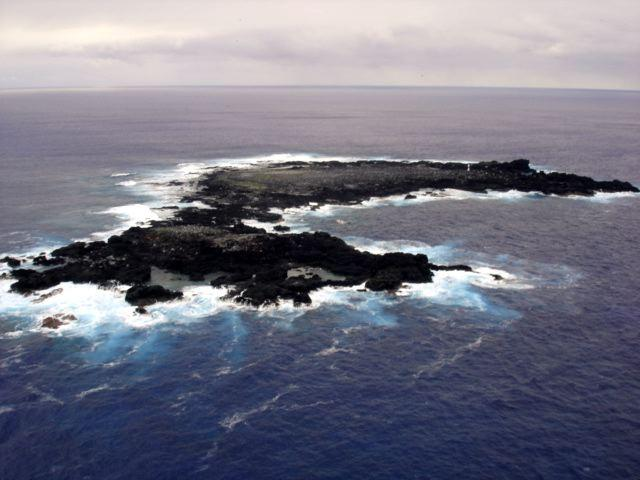
Vue aérienne de l'îlot de Sala y Gomez

Pour Jeremy Black, la Terre de Davis est « probablement la petite île de Sala-y Gomez, et un banc de nuage à l'Ouest évoquant une terre ».
L'île de Sala y Gomez, découverte en 1793, est en effet située par 26°28 de latitude sud et 105°21 de longitude Ouest. Elle totalise moins de 15 hectares de superficie. En revanche, elle est composée de roche noire, et non de sable.

### Autres hypothèses: Disparition sous les eaux, illusion d’optique,etc.

#### Charles Pierre Claret de Fleurieu (1797)

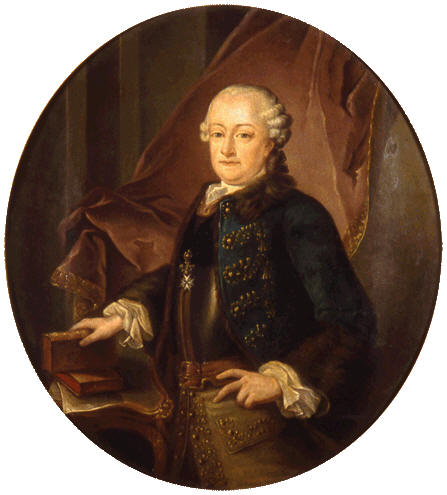
Charles Pierre Claret de Fleurieu (1738-1810)

Dans ses appendices au Voyage autour du monde, pendant les années 1790, 1791 et 1792, par Étienne Marchand », Tome V, p.398 env.), Fleurieu propose un chapitre nommé « L'île de Pâques n’est pas la Terre de Davis ».
Fleurieu rappelle que Pingré attribue la méprise à une erreur de Wafer ou de son copiste ou de son éditeur quant aux « 500 lieues » de distance depuis Copiapo. Mais selon lui, cette explication n’est pas convaincante, puisque la même erreur se retrouve dans les écrits de Dampier, qu'il considère être quelqu’un d’exact.
Il écrit : « Je ne me propose pas ici de rechercher la Position de la prétendue Terre de Davis que Pingré soupçonne devoir être les îles de Saint Félix et Saint Ambor, je ne veux que démontrer que l’île de Pâques ne peut pas être la Terre de Davis ». 
Il détaille alors longuement les écarts entre la description de la Terre de Davis par Wafer et Dampier, avec celle de l'île de Pâques par Behrens, et comme la Pérouse, il arrive à la conclusion que la latitude de la supposée terre de Davis a été suffisamment explorée pour vaincre le doute du capitaine Cook. 
En guise de conclusion, il écrit : « Je n'irai certainement pas aussi loin que l'Amiral hollandais et je n'accuserai pas Davis et Wafer d'avoir inventé à plaisir une Terre Australe qu'ils n'ont pas vue, mais depuis que Roggeween, Cook et La Pérouse ont parcouru ce Parage, il est permis de croire que Davis a mal vu et que ce qu’il a vu ou cru voir n’existe pas dans la Position qu'il avoit indiquée ».

#### John Macmillan Brown (1924)
Pour John Macmillan Brown, aucune des théories opposées, celle de Beechey et celle de La Pérouse, n'est acceptable. Elles prennent trop de liberté avec les faits : La Pérouse prend pour hypothèse une erreur de 300 lieues de la part de Wafer et Dampier, Beechey à l'inverse, omet d’admettre que l’île de Pâques ne ressemble en rien à la description de Wafer.
Pour lui, il faut nécessairement en conclure que la terre de Davis a dû exister, mais qu’elle a probablement sombré dans l'océan.

#### James William Kelly
Pour James William Kelly, il est probable que Davis ait été trompé par un banc de nuages.

## Carte des diverses positions envisagées pour la Terre de Davis
La carte ci-joint, fait état des diverses positions possibles de la Terre de Davis, selon les commentateurs.

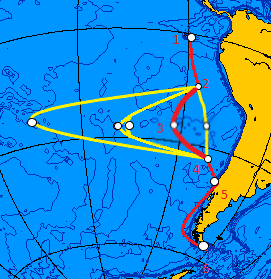
Terre de Davis - emplacements envisagés par les commentateurs, et routes qui auraient été suivies par le Batchelor's Delight

Le tracé rouge donne les positionnements rapportés par Lionel Wafer : 
1. Départ des Galapagos
2. Point situé par 12°30' sud, et à 150 lieues des côtes du Pérou, atteint le 20 octobre 1687, date historique du tremblement de terre à Callao
3. Position donnée à la Terre de Davis : 27 ou 27°3°'s de latitude sud, à 500 lieues presqu'exactement à l'Ouest de Copiapo.
4. Archipel Juan Fernandez, atteint « à la toute fin de l'année » selon Wafer.
5. Ile Santa Maria.
6. Cap Horn.

Les tracés jaunes montrent les différentes positions proposées par les commentateurs pour la Terre de Davis, et les routes maritimes que celles-ci impliquent. D'Ouest en Est il s'agit : 
- des îles Gambier
- de l'île de Pâques
- de l'îlot Sala y Gomez
- des îles St Ambroise et Félix (ou Desventuradas). Ces dernière îles se situent sur la trajectoire la plus cohérente entre les points 2 et 4 ci-dessus, ce qui abonde dans le sens de la théorie de Pingré, La Pérouse et Bougainville.